# Liste der Biografien/Hans
Liste der Biografien |
Portal Biografien |
Personensuche
# |
A |
B |
C |
D |
E |
F |
G |
H |
I |
J |
K |
L |
M |
N |
O |
P |
Q |
R |
S |
T |
U |
V |
W |
X |
Y |
Z |
?
 
Ha |
Hd |
He |
Hi |
Hj |
Hk |
Hl |
Hm |
Hn |
Ho |
Hr |
Hs |
Ht |
Hu |
Hv |
Hw |
Hy
 
Haa |
Hab |
Hac |
Had |
Hae–Haf |
Hag |
Hah |
Hai |
Haj |
Hak |
Hal |
Ham |
Han |
Hao |
Hap |
Haq |
Har |
Has |
Hat |
Hau |
Hav |
Haw |
Hax |
Hay |
Haz
 
Hana |
Hanb |
Hanc |
Hand |
Hane |
Hanf |
Hang |
Hanh |
Hani |
Hanj |
Hank |
Hanl |
Hanm |
Hann |
Hano |
Hanp |
Hanq |
Hanr |
Hans |
Hant |
Hanu |
Hanv |
Hanw |
Hanx |
Hany |
Hanz
Die Liste der Biografien führt alle Personen auf, die in der deutschsprachigen Wikipedia einen Artikel haben. Dieses ist eine Teilliste mit 923 Einträgen von Personen, deren Namen mit den Buchstaben „Hans“ beginnt.

## Hans
- Hans Entertainment (* 1994), deutscher Entertainer
- Hans Hendrik (1832–1889), grönländischer Polarforscher
- Hans IX. von Gültlingen († 1514), württembergischer Erbkämmerer
- Hans von Amberg, deutscher Steinmetz
- Hans von Bruneck, Maler aus dem heutigen Südtirol
- Hans von Bühel, deutscher Dichter
- Hans von Burghausen († 1432), deutscher Baumeister der SpätgotikHans von Burghausen († 1432)

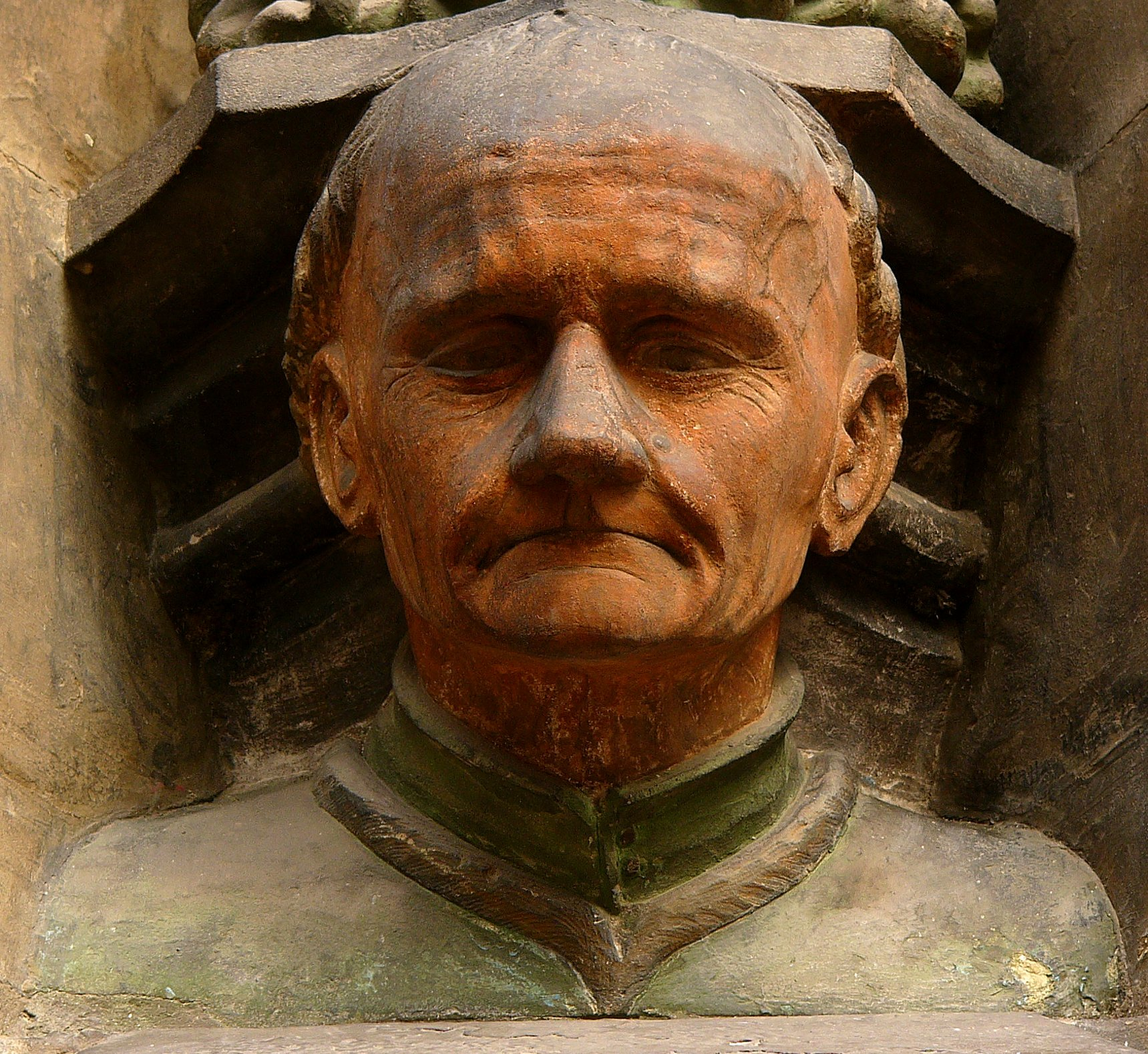
Hans von Burghausen († 1432)

- Hans von Judenburg, österreichischer Maler und Bildschnitzer
- Hans von Kulmbach, deutscher Maler und Grafiker
- Hans von Mingolsheim, süddeutscher Architekt und Baumeister
- Hans von Rechberg († 1464), Raubritter und Begründer der Herrschaft Schramberg
- Hans von Reutlingen, deutscher Goldschmied
- Hans von Torgau († 1520), deutscher Steinmetz und Bildhauer
- Hans von Traun, Hauptmann ob der Enns
- Hans von Tübingen († 1462), schwäbischer Maler, der in Österreich wirkte
- Hans von Ulm († 1519), württembergischer Maurer und Steinmetz
- Hans von Wedel-Schivelbein († 1391), Vogt der Neumark
- Hans Zakæus (1795–1819), grönländischer Expeditionsteilnehmer und Maler
- Hans, André (* 1963), deutscher Radrennfahrer
- Hans, Annie, deutsche Opernsängerin (Sopran)
- Hans, Anton (* 1945), deutscher Geschäftsführer und ehemaliger Verwaltungsdirektor
- Hans, Barbara (* 1981), deutsche Journalistin, Beraterin und HochschullehrerinBarbara Hans (* 1981)

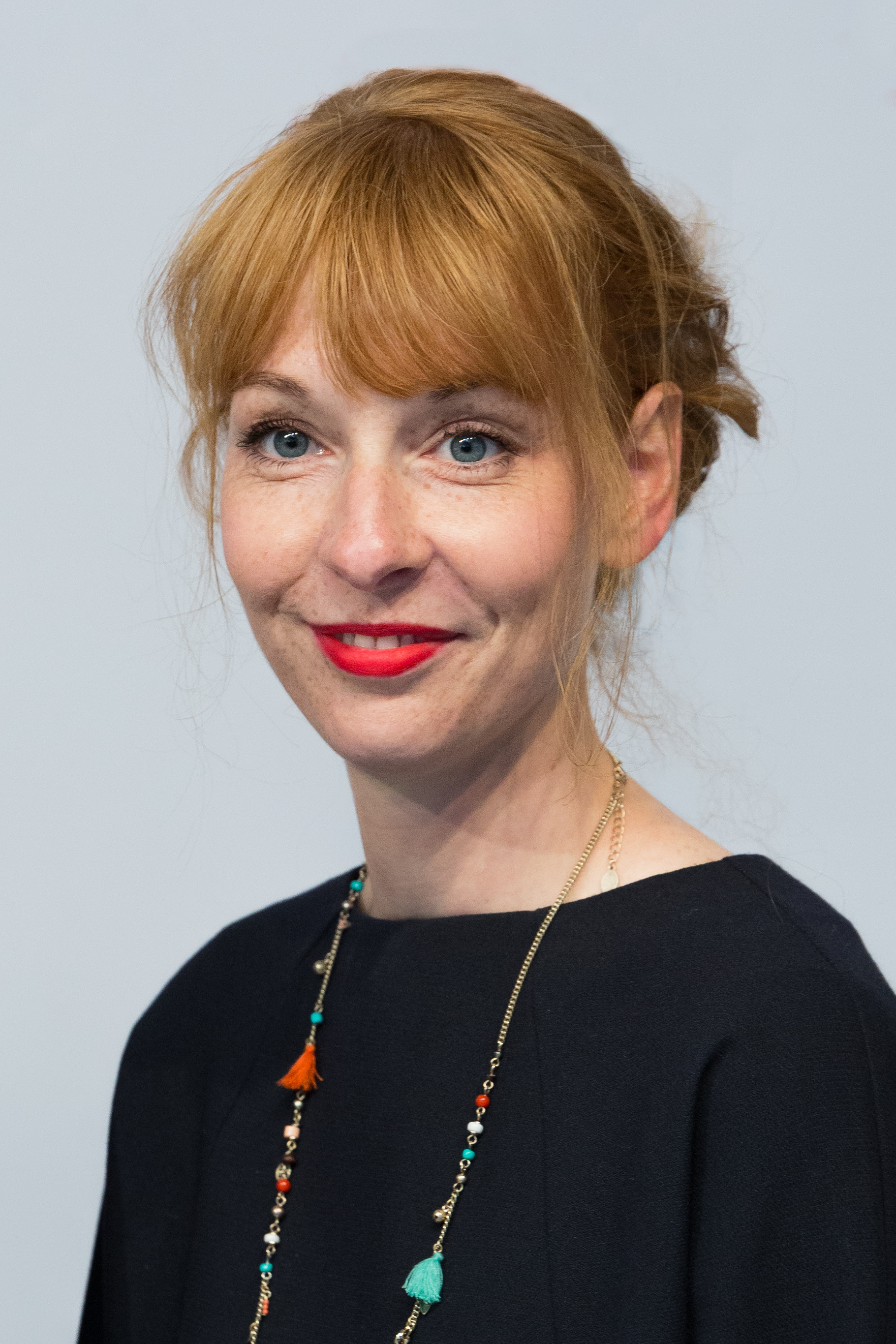
Barbara Hans (* 1981)

- Hans, Claus (1900–1977), deutscher Politiker (NSDAP), MdR
- Hans, Ilse (* 1957), österreichische Politikerin (FPÖ), Landtagsabgeordnete
- Hans, Josef (1913–1985), österreichischer Politiker (ÖVP)
- Hans, Josephus Gerardus (1826–1891), niederländischer Landschaftsmaler und Lithograf
- Hans, Julian (* 1974), deutscher Journalist
- Hans, Julius (1845–1931), evangelischer Theologe und Pfarrer
- Hans, Karl (1906–1934), deutscher Kommunist
- Hans, Kurt (1911–1997), deutscher SS-Hauptsturmführer, Teilkommandoführer des Sonderkommandos 4a der Einsatzgruppe C und verurteilter Kriegsverbrecher
- Hans, Moritz (* 1996), deutscher Sportkletterer
- Hans, Oscar (* 1910), deutscher SS-Hauptsturmführer und Kriegsverbrecher
- Hans, Paula (* 1986), deutsche Schauspielerin und Hörspielsprecherin
- Hans, Peter (1950–2007), deutscher Politiker (CDU), MdL
- Hans, Rolf (1938–1996), deutscher Musiker, Maler, Fotograf, Objekt- und Papiercollagekünstler
- Hans, Sebastian (* 1987), deutscher Radrennfahrer
- Hans, Sigrid (1953–2017), deutsche Tischtennisspielerin
- Hans, Silke (* 1980), deutsche Soziologin und Hochschullehrerin
- Hans, Tobias (* 1978), deutscher Politiker (CDU), MdL
- Hans-Adam II. (* 1945), liechtensteinischer Adeliger, Fürst von LiechtensteinHans-Adam II. (* 1945)

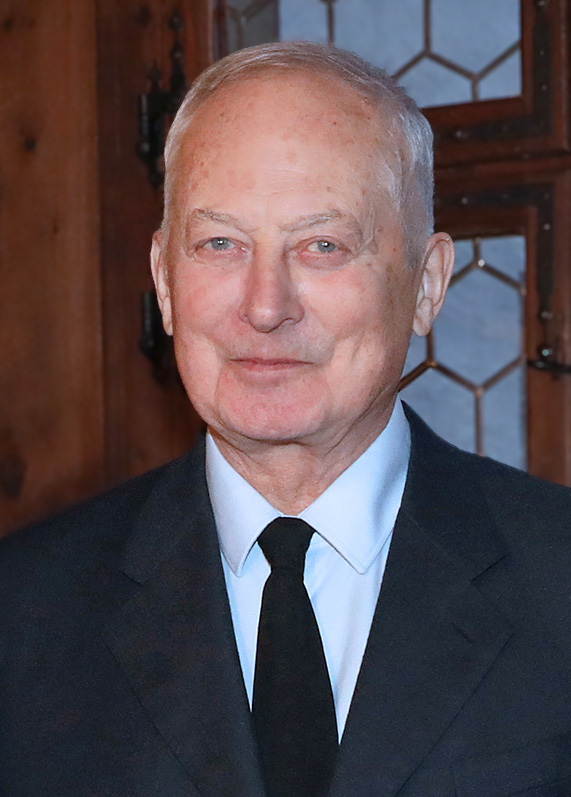
Hans-Adam II. (* 1945)

### Hansa
- Hansa, Philipp (* 1990), österreichischer Radiomoderator
- Hansal, Martin Ludwig (1823–1885), österreichischer Afrikareisender und Konsul
- Hansard, Glen (* 1970), irischer Sänger, Gitarrist und Schauspieler
- Hansard, Luke (1752–1828), englischer Buchdrucker
- Hansard, Thomas Curson (1776–1833), britischer Drucker

### Hansb
- Hansberry, Lorraine (1930–1965), amerikanische DramatikerinLorraine Hansberry (1930–1965)

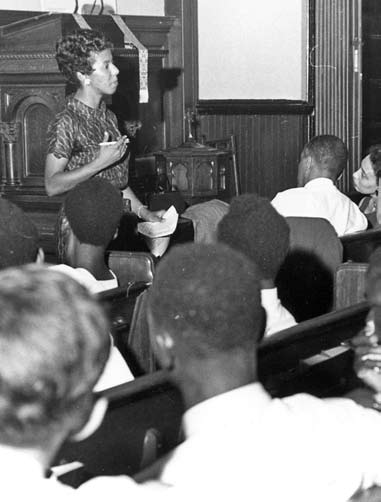
Lorraine Hansberry (1930–1965)

- Hansbrough, Ben (* 1987), US-amerikanischer Basketballspieler
- Hansbrough, Henry C. (1848–1933), US-amerikanischer Politiker
- Hansbrough, Tyler (* 1985), US-amerikanischer Basketballspieler
- Hansburh, Hryhorij (* 1954), ukrainischer Musikwissenschaftler, Hochschullehrer, Musikkritiker

### Hansc
- Hansch, Anton (1813–1876), österreichischer Maler
- Hansch, Auguste (1856–1911), deutsche Porzellan- und Landschaftsmalerin
- Hansch, Corwin (1918–2011), US-amerikanischer Chemiker
- Hansch, Ernst (1914–1970), deutscher KPD- und SED-Funktionär und Journalist
- Hansch, Florian (* 1995), deutscher Fußballspieler
- Hänsch, Gert (1922–1984), deutscher Schauspieler und Hörspielsprecher
- Hansch, Hannelore (1918–2007), deutsche evangelische Theologin
- Hänsch, Johannes (1875–1945), deutscher Landschaftsmaler und Bildhauer
- Hänsch, Klaus (* 1938), deutscher Politiker (SPD), MdEP
- Hansch, Michael Gottlieb (1683–1749), deutscher Philosoph, Theologe und Mathematiker
- Hansch, Ralph (1924–2008), kanadischer Eishockeytorwart
- Hänsch, Reiner (* 1952), deutscher Musiker, Sänger, Komponist, Texter, Werber und Buchautor
- Hänsch, Ronald (* 1966), deutscher Jazztrompeter, Flügelhornist und Musikpädagoge
- Hänsch, Theodor (* 1941), deutscher Physiker und Nobelpreisträger
- Hansch, Werner (* 1938), deutscher SportjournalistWerner Hansch (* 1938)

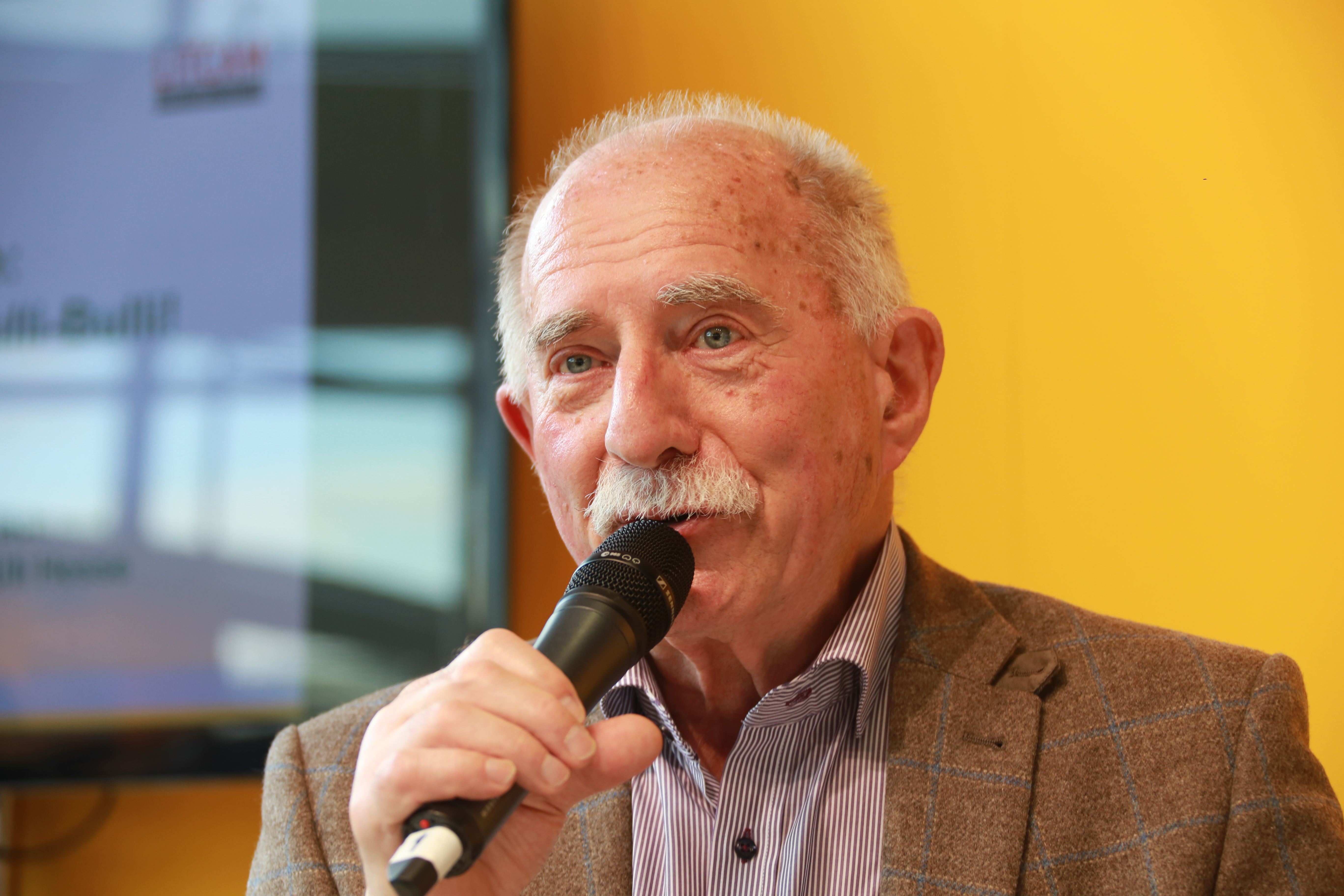
Werner Hansch (* 1938)

- Hänsch, Wolfgang (1929–2013), deutscher Architekt
- Hänsch, Wolfram (* 1944), deutscher Maler, Grafiker und Hochschullehrer
- Hansche, Hildegard (1896–1992), deutsche Lehrerin und Pazifistin
- Hansche, Werner (1928–2010), deutscher Maler
- Hänscheid, Thomas (* 1964), deutscher Humanmediziner und Hochschullehrer
- Hanschekowitsch, Joachim (* 1970), österreichischer Fußballspieler und Trainer
- Hanschel, Dirk (* 1969), deutscher Jurist und Hochschullehrer
- Hanschel, Roger (* 1964), deutscher Saxophonist und Komponist
- Hanschell, Hother McCormack (1880–1968), britischer Mediziner
- Hänschen, Astrid (* 1967), deutsche Bogenschützin
- Hanschitz, Marlies (* 1986), österreichische Fußballspielerin
- Hanschitz, Robert (* 1957), österreichischer Fußballspieler
- Hänschke, Bernd (* 1948), deutscher Komponist
- Hanschke, Inge, deutsche Autorin
- Hanschke, Rainer (* 1951), deutscher Gerätturner und Bundestrainer
- Hanschke, Thomas (* 1949), deutscher Mathematiker und Hochschullehrer
- Hanschmann, Alexander Bruno (1840–1905), deutscher Lehrer, Heimatforscher und Sachbuchautor
- Hanschmann, Felix (* 1973), deutscher Rechtswissenschaftler und Hochschullehrer (Öffentliches Recht, Verfassungsrecht und Rechtsphilosophie)
- Hanschmann, Helmut (1934–2006), deutscher Tischtennisspieler
- Hanschmann, Johann Gottlob (1804–1858), deutscher Pädagoge und Lehrer
- Hanschmidt, Alwin (1937–2020), deutscher Historiker

### Hansd
- Hansdah, Salge, indische Autorin
- Hansdotter, Frida (* 1985), schwedische SkirennläuferinFrida Hansdotter (* 1985)

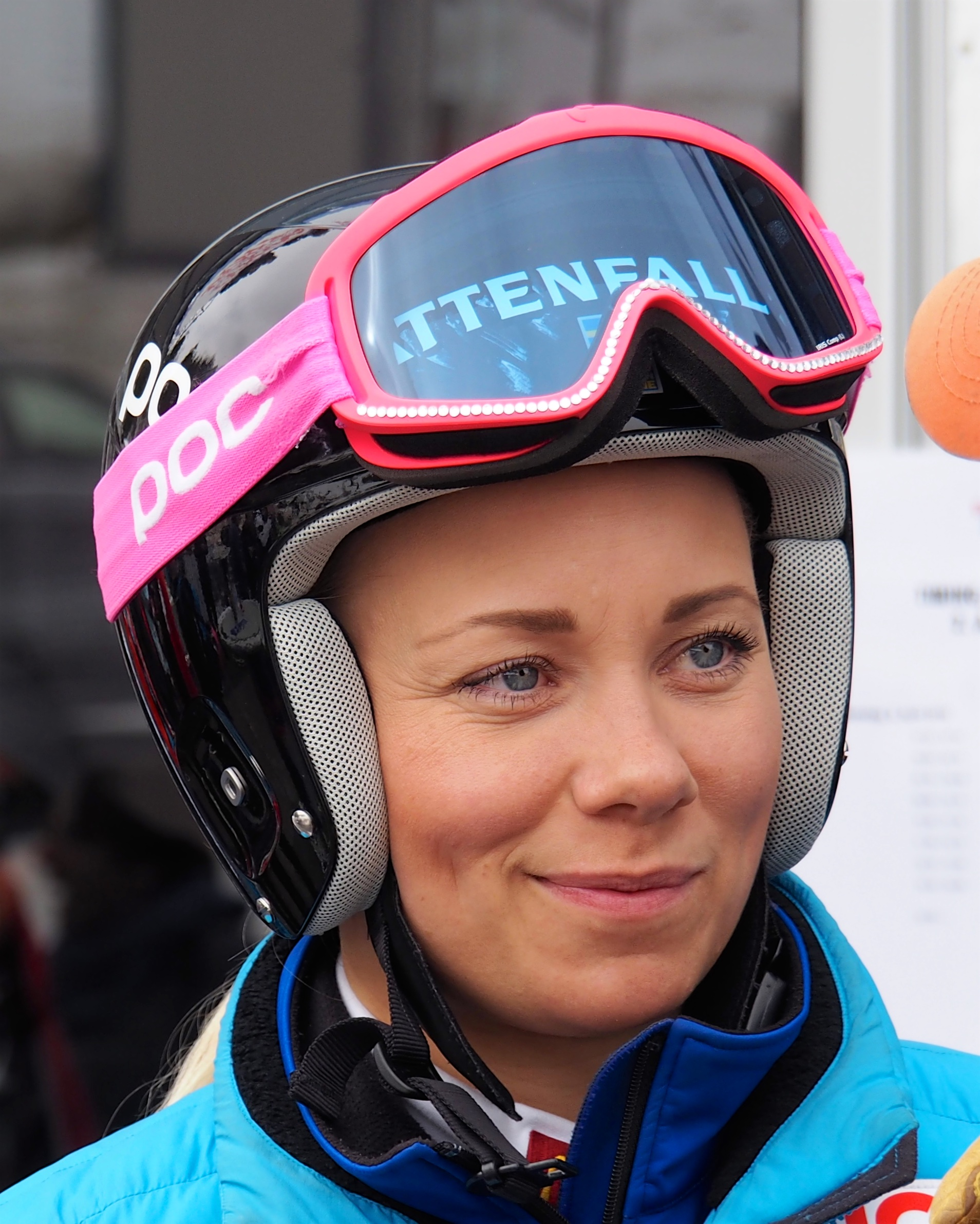
Frida Hansdotter (* 1985)

- Hansdotter, Katarina (1539–1596), Mätresse des schwedischen Königs Johann III.
- Hansdóttir, Guðrið (* 1980), färöische Sängerin

### Hanse
- Hanse, Arthur (* 1993), französisch-portugiesischer Skirennläufer
- Hänse, Franz (1866–1949), deutscher Politiker (DNVP, CNBL), MdR
- Hänse, Günther (1928–2004), deutscher Germanist und Heimatforscher
- Hanse, Joseph (1902–1992), belgischer Romanist, Literaturwissenschaftler und Grammatiker
- Hanse-Himarwa, Katrina (1967–2024), namibische Politikerin

#### Hanseg
- Hansegger (1908–1989), Schweizer Maler

#### Hansel
- Hänsel, Alix (* 1951), deutsche Prähistorische Archäologin
- Hänsel, Andreas (* 1957), deutscher Ingenieur
- Hansel, Barbara (* 1983), österreichische Beachvolleyballspielerin
- Hänsel, Bernhard (1937–2017), deutscher prähistorischer Archäologe
- Hänsel, Dagmar (* 1943), deutsche Historikerin der Heil-/Sonderpädagogik und Hochschullehrerin
- Hänsel, Emil Franz (1870–1943), deutscher Architekt
- Hansel, Frank-Christian (* 1964), deutscher Politiker (AfD), MdAFrank-Christian Hansel (* 1964)

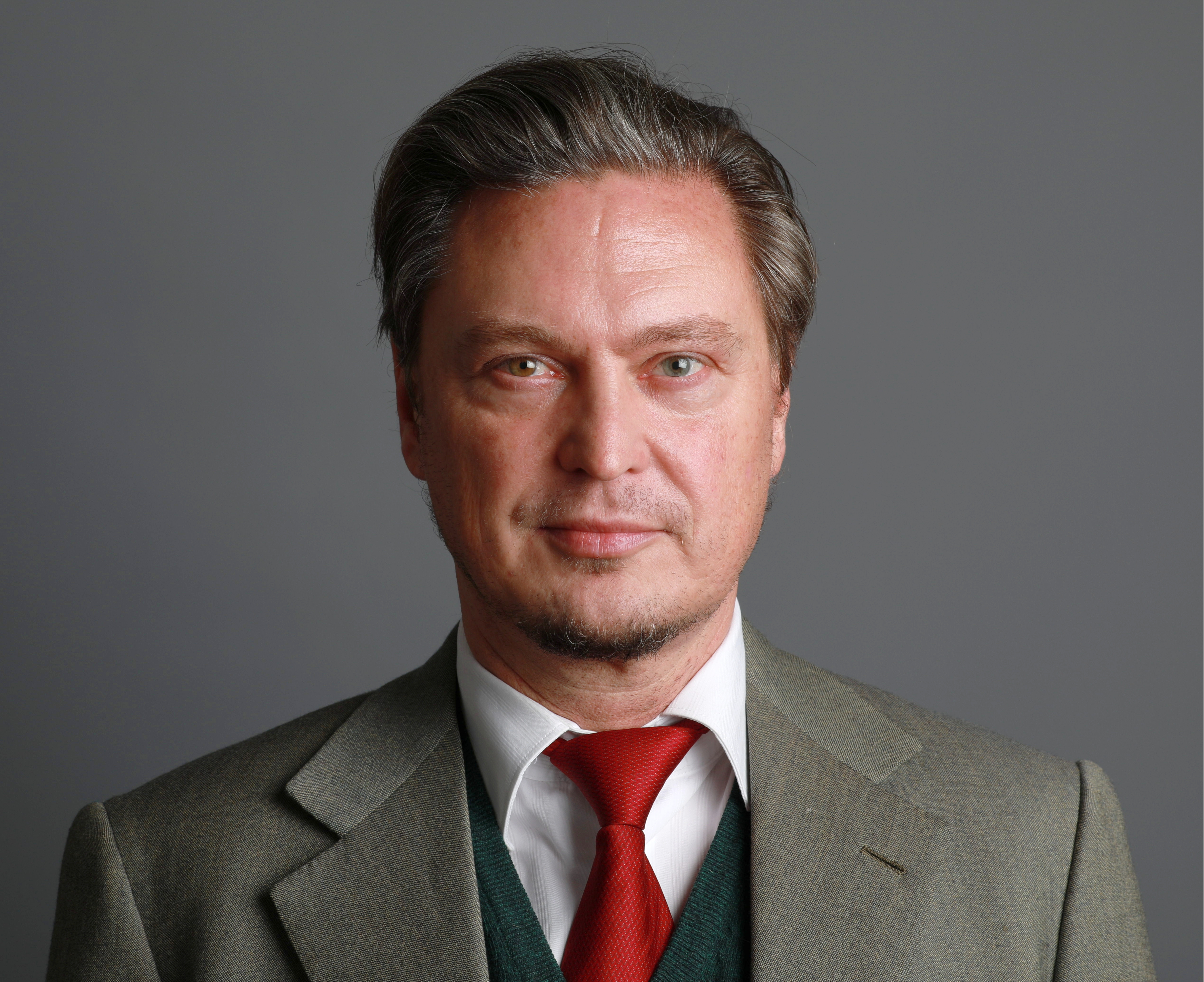
Frank-Christian Hansel (* 1964)

- Hänsel, Hans-Günter (1944–2021), deutscher Fußballfunktionär
- Hänsel, Heike (* 1966), deutsche Politikerin (Die Linke), MdB
- Hansel, Johannes (1905–1970), deutscher Germanist und Bibliothekar
- Hänsel, Karin, deutsche Radrennfahrerin
- Hänsel, Karl Ernst (1868–1947), deutscher Maler und Radierer
- Hänsel, Marion (1949–2020), belgische Schauspielerin, Drehbuchschreiberin, Filmproduzentin und Filmregisseurin
- Hansel, Nora (* 1985), deutsche Triathletin
- Hänsel, Peter (1770–1831), deutsch-österreichischer Komponist und Violinist
- Hänsel, Philipp Heinrich Friedrich (1779–1849), deutscher Jurist, Vorsitzender des Leipziger Handelsgerichts
- Hänsel, Rainer (1954–2017), deutscher Konzert- und Tourneeveranstalter
- Hänsel, Ralf (* 1970), deutscher Politiker (CDU), Landrat des Landkreises Meißen
- Hänsel, Robert (1884–1962), deutscher Lehrer, Historiker und Archivar
- Hänsel, Rudolf (1920–2018), deutscher Pharmazeut
- Hansel, Uwe (1956–2013), deutscher Fußballspieler
- Hanselaere, Pieter van (1786–1862), belgischer Porträt- und Historienmaler
- Hanselka, Holger (* 1961), deutscher Maschinenbauingenieur, Präsident der Fraunhofer-GesellschaftHolger Hanselka (* 1961)

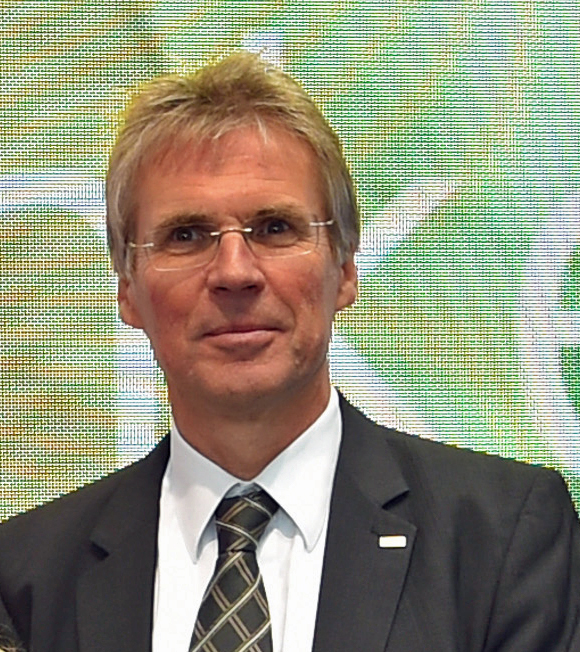
Holger Hanselka (* 1961)

- Hanselka, Judith (* 1983), deutsche Tischtennisspielerin
- Hansell, Ellen (1869–1937), US-amerikanische Tennisspielerin
- Hansell, Haywood S. (1903–1988), US-amerikanischer Luftwaffengeneral
- Hansell, Steven (* 1975), britischer Basketballspieler
- Hansell, Sven (1934–2014), US-amerikanischer Musikwissenschaftler und Professor für Musikwissenschaft
- Hanselmann, Adelheid (* 1946), Schweizer Künstlerin
- Hanselmann, David (* 1952), deutsch-amerikanischer Rock- und Popmusiker
- Hanselmann, Dominic (* 1986), deutscher American-Football-Spieler
- Hanselmann, Friedrich (1895–1945), deutscher Bauer und Opfer des Nationalsozialismus
- Hanselmann, Heidi (* 1961), Schweizer Politikerin
- Hanselmann, Heinrich (1885–1960), Schweizer Pädagoge
- Hanselmann, Ingo, deutscher Fußballspieler
- Hanselmann, Johannes (1927–1999), deutscher Geistlicher, Landesbischof der Evangelisch-Lutherischen Kirche in Bayern (1975–1994)
- Hanselmann, Jürg (* 1960), schweizerisch-liechtensteinischer Pianist, Komponist und PädagogeJürg Hanselmann (* 1960)

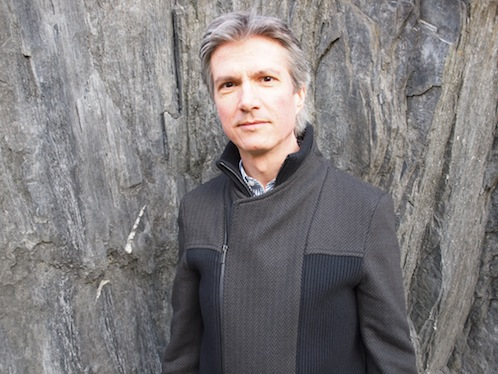
Jürg Hanselmann (* 1960)

- Hänselmann, Ludwig (1834–1904), deutscher Historiker und erster Archivar der Stadt Braunschweig
- Hanselmann, Martin (* 1963), deutscher American-Football-Trainer
- Hanselmann, Matthias (* 1953), deutscher Radio- und Fernsehmoderator, Komponist und Texter
- Hanselmann, Max (* 1997), deutscher Kunstradsportler
- Hanselmann, Nicole (* 1991), Schweizer Radrennfahrerin
- Hanselmann, Reto (* 1981), Schweizer Event-Veranstalter
- Hanselmann, Rony (* 1991), liechtensteinischer Fußballspieler
- Hanselmann, Rut (* 1928), deutsche Malerin
- Hanselmann, Simon (* 1981), australischer Comiczeichner
- Hanselmann, Simone (* 1979), deutsche SchauspielerinSimone Hanselmann (* 1979)

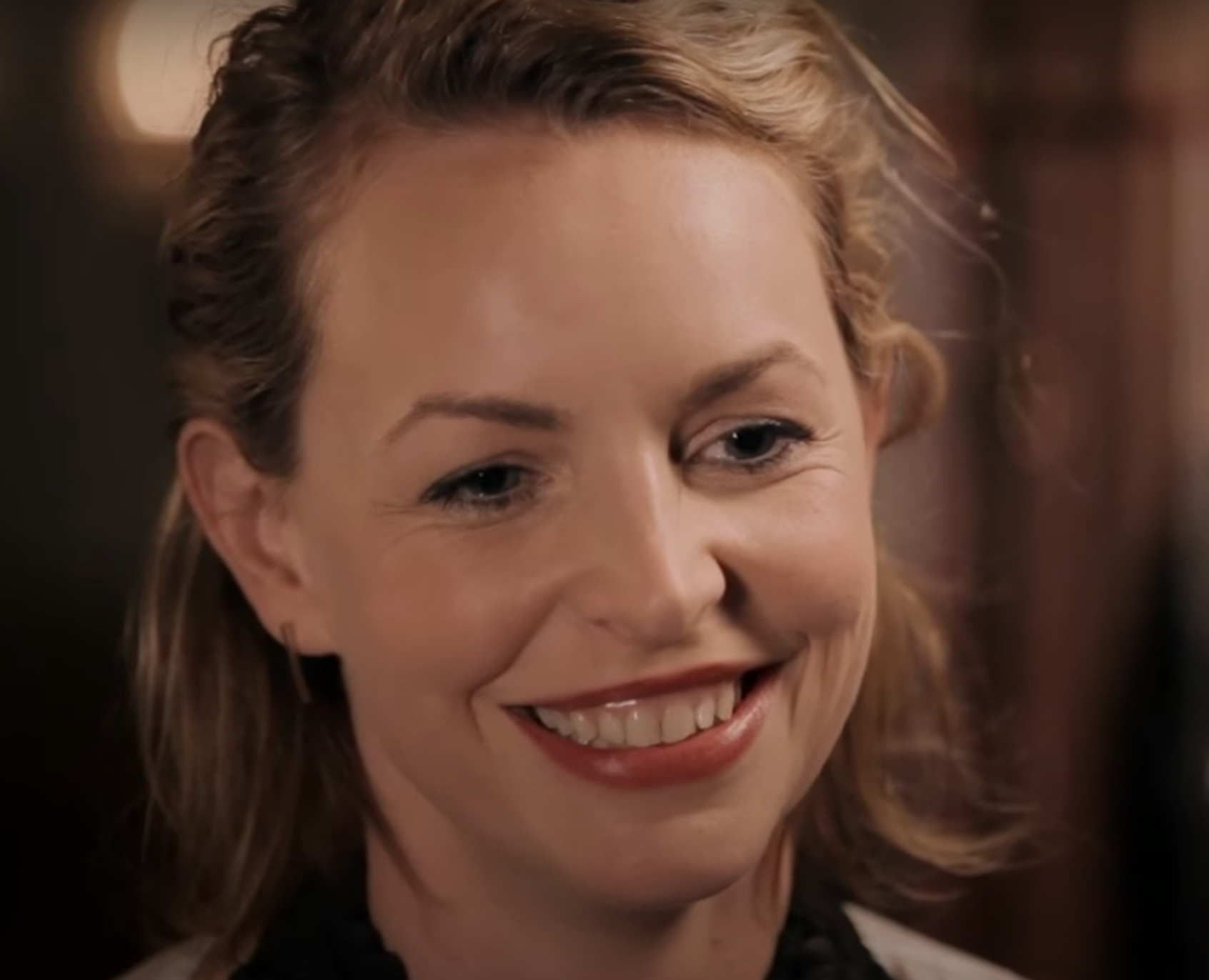
Simone Hanselmann (* 1979)

- Hanselmann, Thomas (* 1976), liechtensteinischer Fußballspieler

#### Hansem
- Hansemann, Adolph von (1827–1903), deutscher Bankier und Unternehmer
- Hansemann, Anita (1962–2019), Schweizer Schriftstellerin
- Hansemann, David (1790–1864), preußischer Politiker und Bankier
- Hansemann, David Paul von (1858–1920), deutscher Pathologe
- Hansemann, Ferdinand von (1861–1900), deutscher nationalistischer und antipolnischer Politiker
- Hansemann, Fritz David von (1886–1971), deutscher Politiker (CDU)
- Hansemann, Georg (1913–1990), österreichischer Religionspädagoge
- Hansemann, Johann Wilhelm Adolf (1784–1862), deutscher Geistlicher und Entomologe
- Hansemann, Ottilie von (1840–1919), deutsche Frauenrechtlerin und Ehefrau des Unternehmers Adolph von Hansemann

#### Hansen

##### Hansen P
- Hansen Palmus, Hans (1901–1989), deutscher Volksschullehrer und niederdeutscher Heimatdichter

##### Hansen R
- Hansen Reistrup, Karl (1863–1929), dänischer Maler, Illustrator, Bildhauer und Keramiker

##### Hansen, A – Hansen, Z

###### Hansen, A
- Hansen, Abigale (* 1998), US-amerikanische Freestyle-Skisportlerin
- Hansen, Adam (* 1981), australischer Radrennfahrer
- Hansen, Adolf (1851–1920), deutscher Botaniker
- Hansen, Adrian (* 1971), südafrikanischer Squashspieler
- Hansen, Aime (* 1962), estnische Dichterin und Künstlerin
- Hansen, Aka (* 1987), dänisch-grönländische Filmproduzentin und Regisseurin
- Hansen, Aksel (1887–1980), norwegischer Turner
- Hansen, Aksel (1907–1993), dänischer Badmintonspieler
- Hansen, Al (1927–1995), US-amerikanischer in Deutschland wirkender Veteran der Fluxus-Bewegung
- Hansen, Alan (* 1955), schottischer FußballspielerAlan Hansen (* 1955)

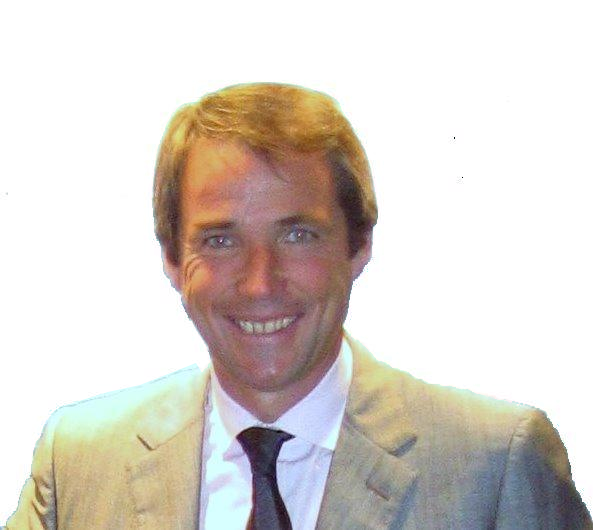
Alan Hansen (* 1955)

- Hansen, Alexander P. (* 1958), deutscher Biologe und Wissenschaftsmanager
- Hansen, Alf John (* 1948), norwegischer Ruderer und Olympiasieger
- Hansen, Alfred (1885–1935), deutscher Kameramann
- Hansen, Alfred (1894–1948), norwegischer Politiker und Bürgermeister
- Hansen, Alfred (1925–2008), dänischer Botaniker
- Hansen, Allan (* 1956), dänischer Fußballspieler
- Hansen, Alvin (1887–1975), US-amerikanischer Wirtschaftswissenschaftler
- Hansen, Anders (* 1970), dänischer Golfsportler
- Hansen, André (* 1989), norwegischer Fußballtorhüter
- Hansen, Andrea (* 2000), dänische Handballspielerin
- Hansen, Andreas († 1875), deutscher Baumeister des Klassizismus
- Hansen, Andreas (1795–1860), deutscher Jurist, Amtmann und Politiker
- Hansen, Andreas (* 1959), deutscher Literaturwissenschaftler, Herausgeber und Autor
- Hansen, Ane (* 1961), grönländische Politikerin (Inuit Ataqatigiit)
- Hansen, Ane (* 1975), dänische Curlerin
- Hansen, Anja Byrial (* 1973), dänische Handballspielerin und -trainerin
- Hansen, Ann-Mari Max (* 1949), dänische Theater- und Filmschauspielerin
- Hansen, Anne (* 1980), deutsche Schriftstellerin
- Hansen, Anne Mette (* 1994), dänische Handballspielerin
- Hansen, Annelise, dänische Badmintonspielerin
- Hansen, Annemarie (1898–1982), deutsche Malerin
- Hansen, Annica (* 1982), deutsche Fernsehmoderatorin und ModelAnnica Hansen (* 1982)

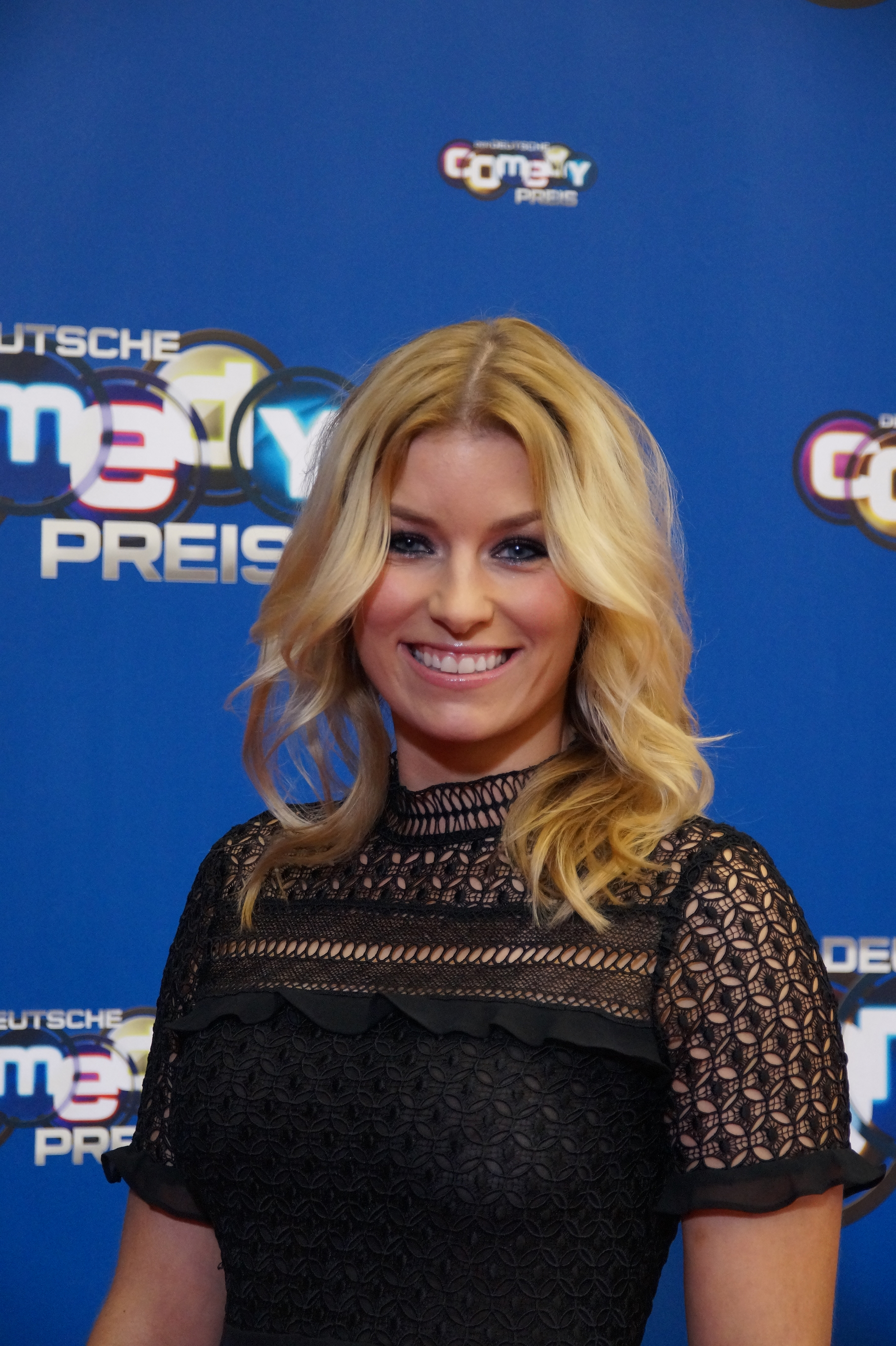
Annica Hansen (* 1982)

- Hansen, Anton (1886–1915), norwegischer Radrennfahrer
- Hansen, Antoni (1893–1958), deutscher Wasserbauingenieur und Hochschullehrer
- Hansen, Armin (1886–1957), US-amerikanischer Maler und Grafiker
- Hansen, Arnbjørn Theodor (* 1986), faröischer Fußballspieler
- Hansen, Arvor (1886–1962), dänischer Turner
- Hansen, Ashia (* 1971), britische Leichtathletin
- Hansen, Assan (* 1999), deutscher Boxer
- Hansen, Axel (* 1882), dänischer Bahnradsportler

###### Hansen, B
- Hansen, Basil (1926–2015), australischer Eishockeyspieler
- Hansen, Benedikte (* 1958), dänische Schauspielerin
- Hansen, Benjamin (* 1994), dänischer Fußballspieler
- Hansen, Benny (1944–1998), dänischer Schauspieler
- Hansen, Bent (* 1932), dänischer Radrennfahrer
- Hansen, Bent (1933–2001), dänischer Fußballspieler
- Hansen, Bernd (* 1963), deutscher Fußballspieler
- Hansen, Bernhard (1896–1988), deutscher Politiker (SPD), MdHB
- Hansen, Bernhoff (1877–1950), norwegischer Ringer
- Hansen, Bibbe (* 1952), US-amerikanische Schauspielerin
- Hansen, Bineta (* 1998), deutsche Schauspielerin
- Hansen, Bjørn (* 1963), dänischer EU-Funktionär
- Hansen, Björn (* 1964), deutscher Slawist
- Hansen, Bo (* 1983), deutscher SchauspielerBo Hansen (* 1983)

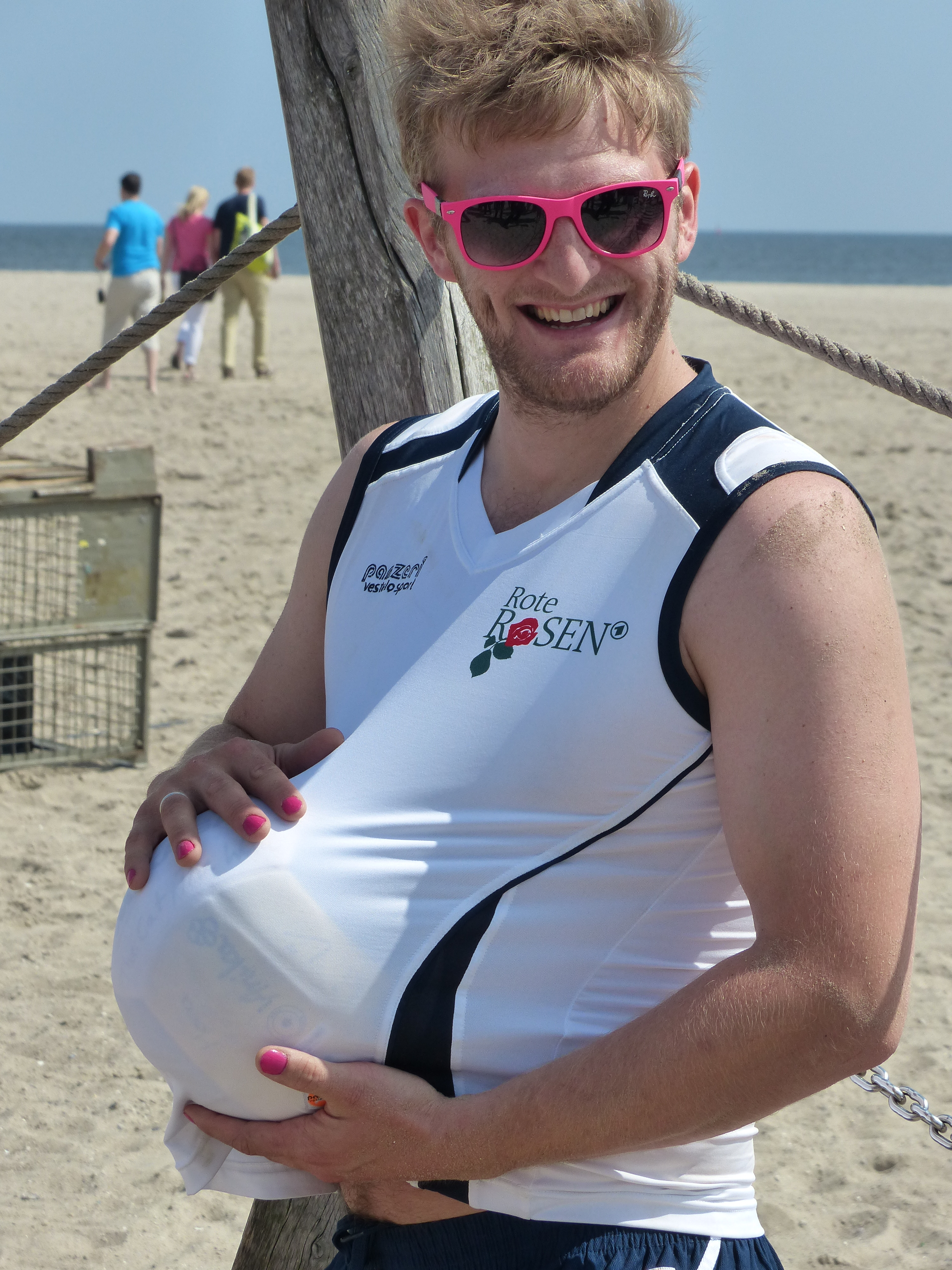
Bo Hansen (* 1983)

- Hansen, Brendan (* 1981), US-amerikanischer Schwimmer
- Hansen, Brian (* 1972), dänischer Curler
- Hansen, Brian (* 1990), amerikanischer Eisschnellläufer

###### Hansen, C
- Hansen, Carl Christian (1809–1891), dänischer Konditor und Fotopionier
- Hansen, Carl Friedrich (1875–1957), deutscher Dekorationsmaler, Verbandspolitiker und Publizist
- Hansen, Carla (1906–2001), dänische Schriftstellerin
- Hansen, Carsten (* 1957), dänischer Politiker (Socialdemokraterne), Mitglied des Folketing, Minister
- Hansen, Cecilia (1897–1989), russische Violinvirtuosin
- Hansen, Charles M. (* 1938), US-amerikanisch-dänischer Wissenschaftler
- Hansen, Chris (* 1959), US-amerikanischer ModeratorChris Hansen (* 1959)

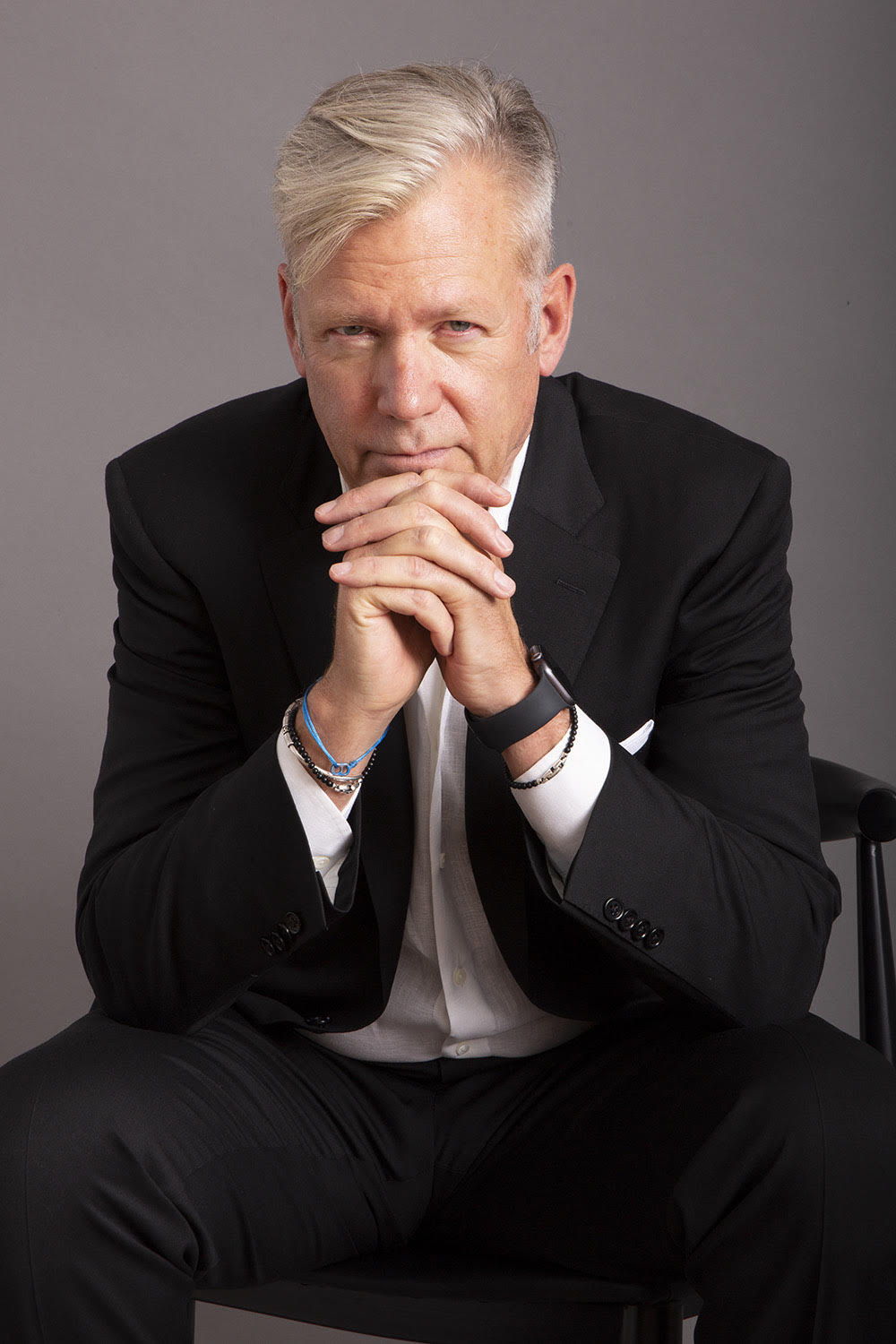
Chris Hansen (* 1959)

- Hansen, Christen Lyst (1898–1973), dänischer Widerstandskämpfer
- Hansen, Christian (* 1874), deutscher Opernsänger (Tenor)
- Hansen, Christian (1885–1972), deutscher General der Artillerie im Zweiten Weltkrieg
- Hansen, Christian (1891–1961), dänischer Turner
- Hansen, Christian (* 1962), deutscher Übersetzer
- Hansen, Christian Frederik (1756–1845), dänischer Architekt
- Hansen, Christian Frederik (1788–1873), dänischer Politiker und Kriegsminister
- Hansen, Christian Peter (1803–1879), deutscher Chronist der Insel Sylt und Lehrer
- Hansen, Christian Ulrik (1921–1944), dänischer Widerstandskämpfer gegen den Nationalsozialismus
- Hansen, Christiane (* 1965), dänische Zisterzienserin und Äbtissin
- Hansen, Christiane (* 1973), deutsche Kinderbuch-Illustratorin
- Hansen, Christina Aistrup (* 1984), dänische Krankenpflegerin
- Hansen, Christina Nimand (* 1982), dänische Handballspielerin
- Hansen, Christophe (* 1982), luxemburgischer PolitikerChristophe Hansen (* 1982)

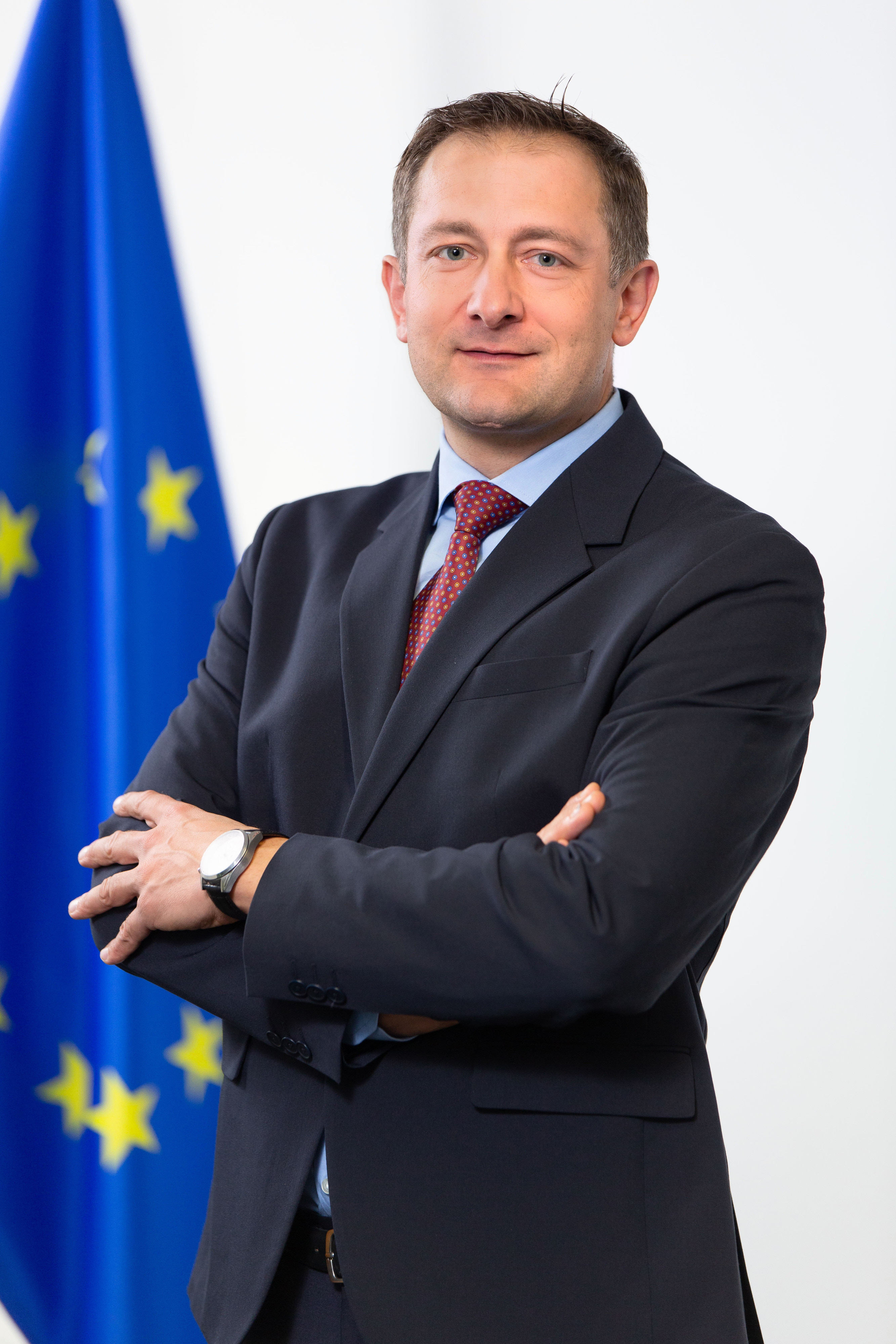
Christophe Hansen (* 1982)

- Hansen, Clifford P. (1912–2009), US-amerikanischer Politiker
- Hansen, Conrad (1906–2002), deutscher Pianist
- Hansen, Constantin (1804–1880), dänischer Historienmaler
- Hansen, Curt (* 1964), dänischer Schachgroßmeister

###### Hansen, D
- Hansen, David (* 1981), australischer Countertenor
- Hansen, David (* 1991), deutscher Handballspieler
- Hansen, Dinah Jane (* 1997), US-amerikanische Sängerin
- Hansen, Dirk (* 1942), deutscher Politiker (FDP), MdB und Vizepräsident der Bundeszentrale für politische Bildung (1996–2000)
- Hansen, Dirk Uwe (* 1963), deutscher Schriftsteller
- Hansen, Ditte (* 1970), dänische Schauspielerin
- Hansen, Ditte Kjær (* 1997), dänische Volleyballspielerin
- Hansen, Donald P. (1931–2007), US-amerikanischer Vorderasiatischer Archäologe
- Hansen, Dorothee (* 1963), deutsche Kunsthistorikerin und Kuratorin
- Hansen, Dörte (* 1964), deutsche Autorin, Journalistin und SprachwissenschaftlerinDörte Hansen (* 1964)

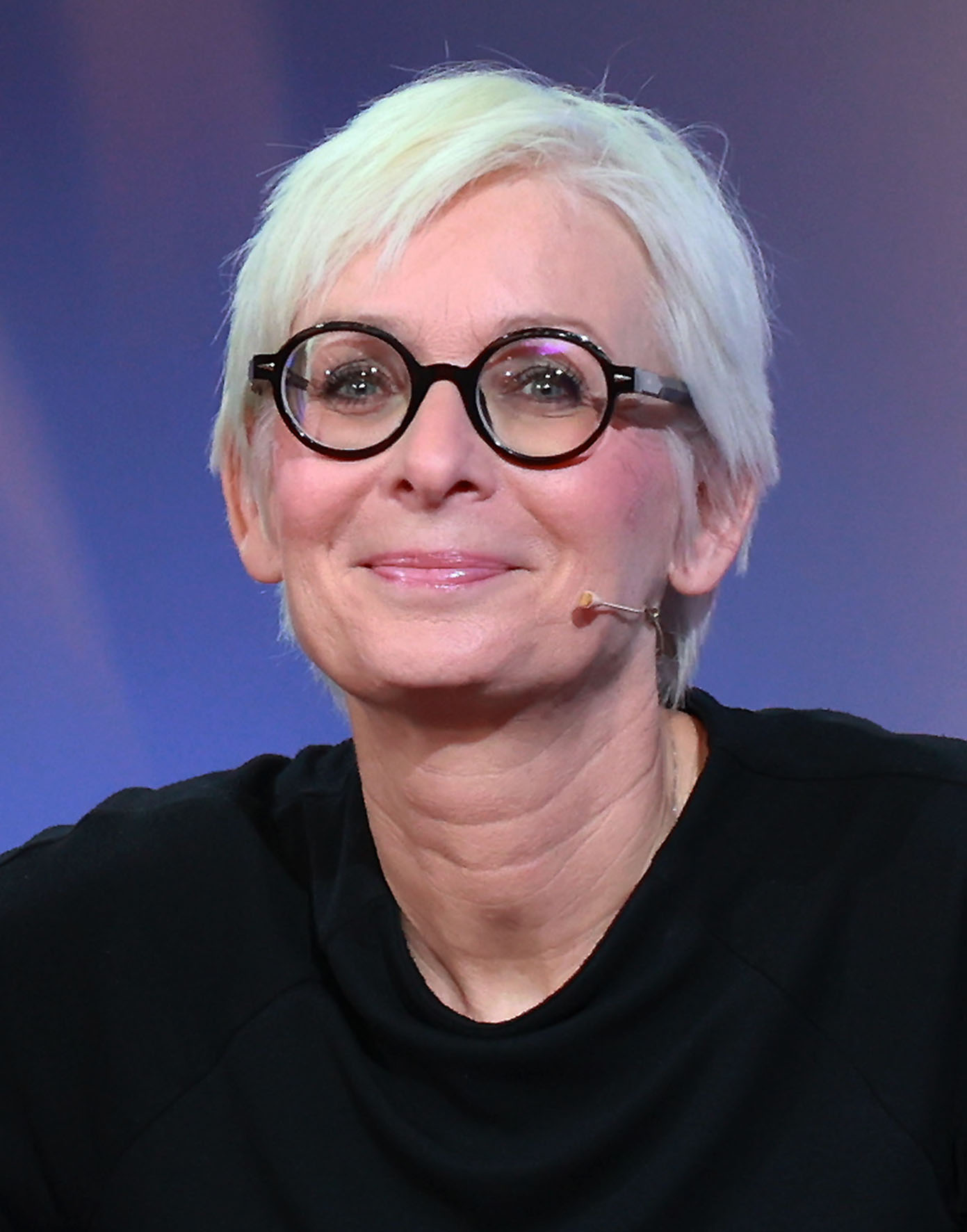
Dörte Hansen (* 1964)

###### Hansen, E
- Hansen, Edelgard (* 1955), deutsche Schauspielerin und Regisseurin
- Hansen, Edmund (1900–1995), dänischer Bahnradsportler
- Hansen, Edmund H. (1894–1962), US-amerikanischer Film- und Tontechniker
- Hansen, Einar (1898–1947), dänischer Ringer
- Hansen, Ejvind (1924–1996), dänischer Kanute
- Hansen, Eldon R. (* 1927), US-amerikanischer Mathematiker
- Hansen, Eliza (1909–2001), deutsche Klavierpädagogin, Pianistin und Cembalistin rumänischer Abstammung
- Hansen, Elo, dänischer Badmintonspieler
- Hansen, Else (1720–1784), Geliebte König Frederik V.
- Hansen, Else Marie (1904–2003), dänische Schauspielerin und Opernsängerin
- Hansen, Emil Christian (1842–1909), dänischer Botaniker mit den Schwerpunkten Mykologie und Pflanzenphysiologie
- Hansen, Eric (* 1992), kanadischer Schachspieler
- Hansen, Eric T. (* 1960), US-amerikanischer Autor
- Hansen, Erik (1889–1967), deutscher General der Kavallerie im Zweiten Weltkrieg
- Hansen, Erik (1939–2014), dänischer Kanute
- Hansen, Erik (* 1945), dänischer Regattasegler
- Hansen, Erik Fosnes (* 1965), norwegischer SchriftstellerErik Fosnes Hansen (* 1965)

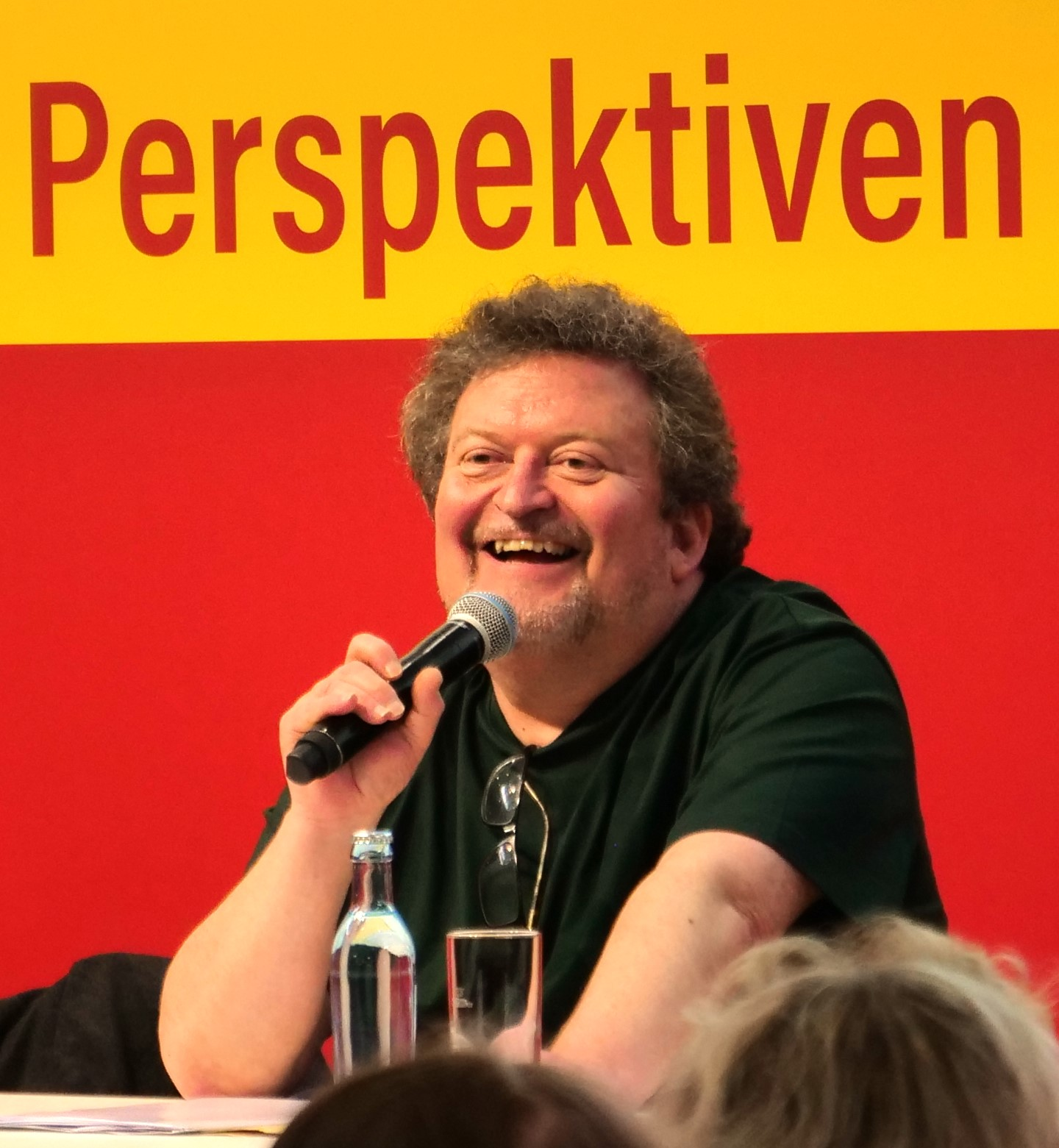
Erik Fosnes Hansen (* 1965)

- Hansen, Ernst (1813–1864), deutscher Theaterschauspieler und -regisseur
- Hansen, Ernst (1906–1987), deutscher Maler
- Hansen, Ernst Siegfried (1917–1980), dänischer Chefredakteur und Generalsekretär des Bundes deutscher Nordschleswiger
- Hansen, Ernst Willi (* 1944), deutscher Historiker
- Hansen, Esben (* 1981), dänischer Fußballspieler
- Hansen, Espen Lie (* 1989), norwegischer Handballspieler
- Hansen, Esther (* 1969), deutsche literarische Übersetzerin
- Hansen, Eva Kjer (* 1964), dänische Politikerin (Venstre), Mitglied des Folketing, MdEP
- Hansen, Eva Kristin (* 1973), norwegische Politikerin

###### Hansen, F
- Hansen, Finn (* 1955), dänischer Reiter
- Hansen, Flemming (1939–2021), dänischer Politiker (Konservative Volkspartei), Mitglied des Folketing
- Hansen, Flemming (1948–2013), dänischer Handballspieler
- Hansen, Flemming (* 1961), dänischer Handballspieler
- Hansen, Florian (1992–2013), deutscher American-Football-Spieler
- Hansen, Frank (* 1945), norwegischer Ruderer und Olympiasieger
- Hansen, Frank-Peter (* 1956), deutscher Philosoph und Schriftsteller
- Hansen, Franklin (1899–1965), US-amerikanischer Toningenieur
- Hansen, Fred (* 1940), US-amerikanischer Leichtathlet
- Hansen, Fred (* 1957), deutscher Politiker (Bündnis 90/Die Grünen), MdL
- Hansen, Frede (1897–1979), dänischer Turner
- Hansen, Frederik (1896–1962), dänischer Turner
- Hansen, Frederikke Dahl (* 1994), dänische Schauspielerin
- Hansen, Fredrik (* 1979), norwegischer römisch-katholischer Geistlicher, Bischof von OsloFredrik Hansen (* 1979)

Fredrik Hansen (* 1979)

- Hansen, Fredrik Vilhelm (1862–1929), schwedischer Bauingenieur
- Hansen, Frida (1855–1931), norwegische Textildesignerin
- Hansen, Friedrich Ludolph (1738–1803), deutscher Baumeister und Ratsherr in Leipzig, Kaufmann
- Hansen, Fritz (1870–1943), deutscher Autor; Fachgebiet Fotografie

###### Hansen, G
- Hansen, Gale (* 1960), US-amerikanischer Schauspieler
- Hansen, Georg (1903–1976), deutscher Politiker (KPD, SED), Leiter des ADN
- Hansen, Georg (* 1944), deutscher Soziologe
- Hansen, Georg Alexander (1904–1944), deutscher Widerstandskämpfer
- Hansen, Georg Emil (1833–1891), dänischer Fotograf
- Hansen, Georg Ludwig (1738–1818), deutscher Arzt, Königlich Hannoverscher Hof-Medikus, Landphysikus und Stadtphysikus-Adjunctus sowie Autor
- Hansen, George V. (1930–2014), US-amerikanischer Politiker
- Hansen, Gerd (* 1938), deutscher Ökonom
- Hansen, Gerd (* 1958), deutscher Didaktiker
- Hansen, Gerhard Armauer (1841–1912), norwegischer ArztGerhard Armauer Hansen (1841–1912)

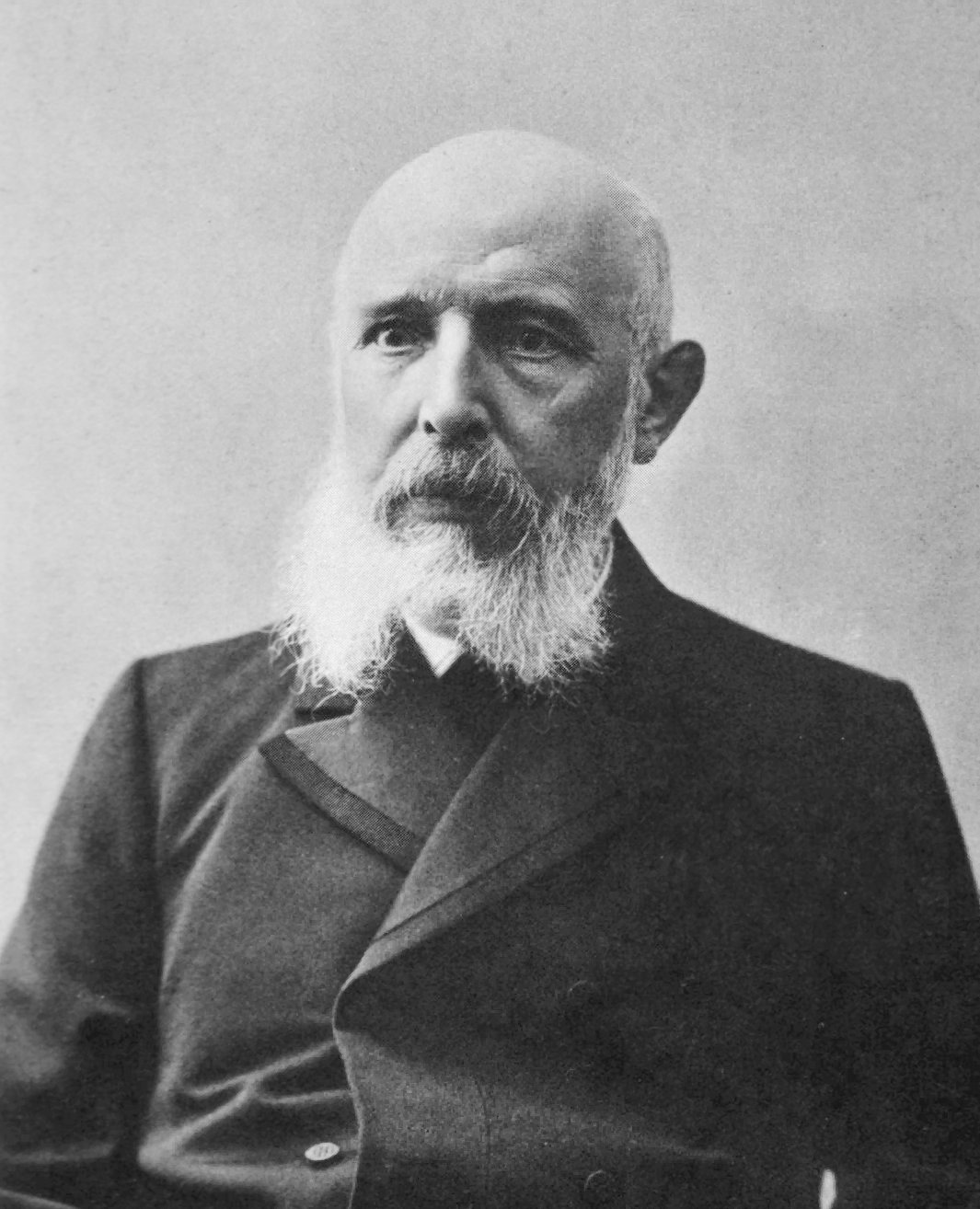
Gerhard Armauer Hansen (1841–1912)

- Hansen, Gerhardt (* 1865), grönländischer Landesrat
- Hansen, Gesine (* 1965), deutsche Ärztin und Hochschullehrerin
- Hansen, Gitte (* 1961), dänische Fußballspielerin
- Hansen, Godfred (1876–1937), dänischer Polarforscher und Marineoffizier
- Hansen, Gottfried (1881–1976), deutscher Admiral und Veteranenfunktionär
- Hansen, Gotthard von (1821–1900), deutsch-baltischer Historiker und Stadtarchivar von Reval, Russland
- Hansen, Gunnar Nu (1905–1993), dänischer Journalist und Sportkommentator
- Hansen, Günther (1919–1968), deutscher Theaterwissenschaftler
- Hansen, Günther Christian (1929–2013), deutscher Klassischer Philologe
- Hansen, Gus (* 1974), dänischer PokerspielerGus Hansen (* 1974)

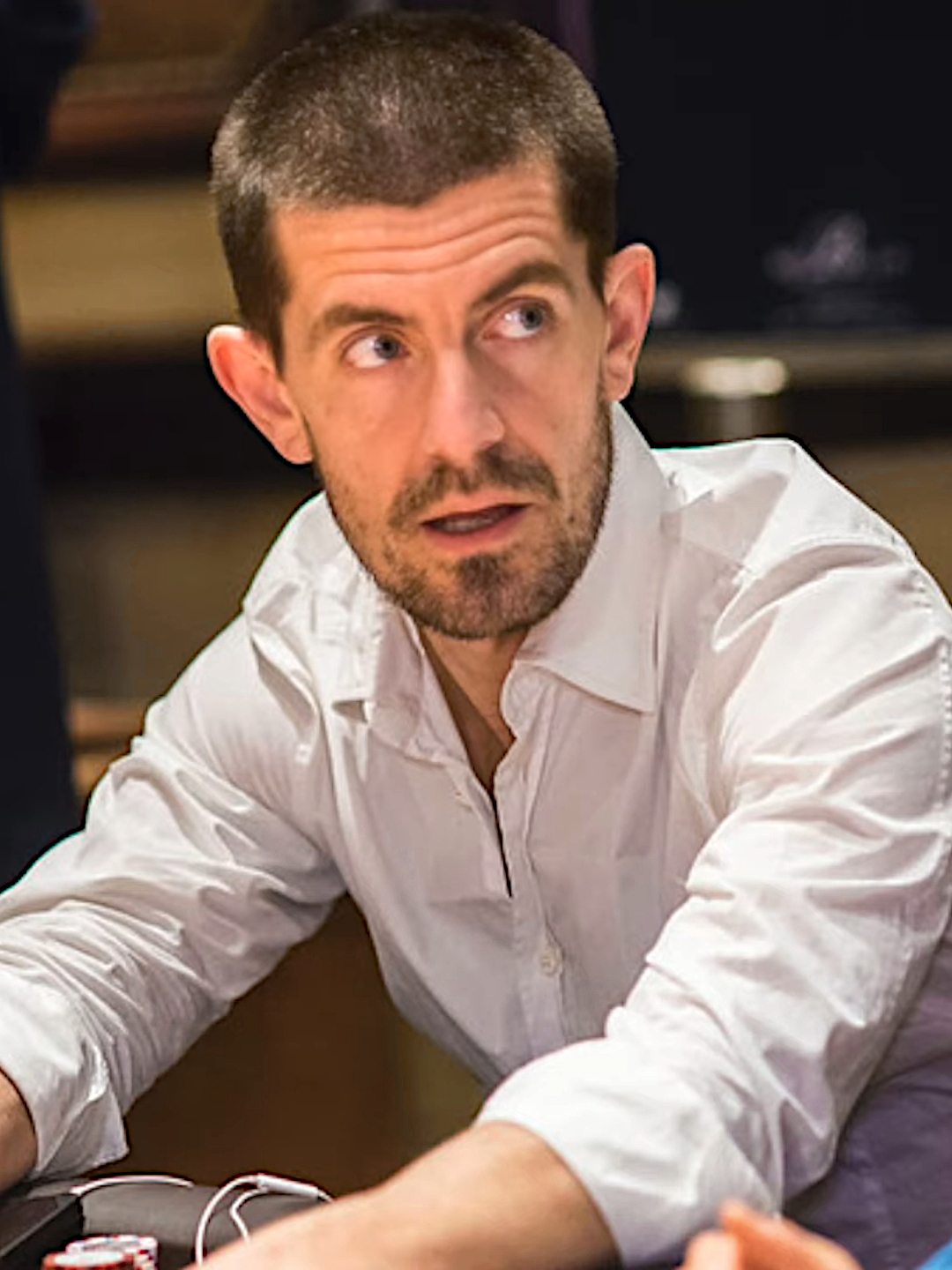
Gus Hansen (* 1974)

- Hansen, Gustav (1831–1904), deutscher Politiker, MdPrA und Landrat
- Hansen, Gustav (1849–1924), deutscher Jurist und Richter
- Hansen, Guttorm (1920–2009), norwegischer Politiker, Mitglied des Storting und Autor
- Hansen, Gyda (1938–2010), dänische Schauspielerin
- Hansen, Gyde (* 1947), dänische Übersetzungswissenschaftlerin und Hochschullehrerin
- Hansen, Gynther (1930–2014), dänischer Schriftsteller

###### Hansen, H
- Hansen, Halfdan (1883–1953), norwegischer Segler
- Hansen, Hanna (* 1984), deutsche BoxsportlerinHanna Hansen (* 1984)

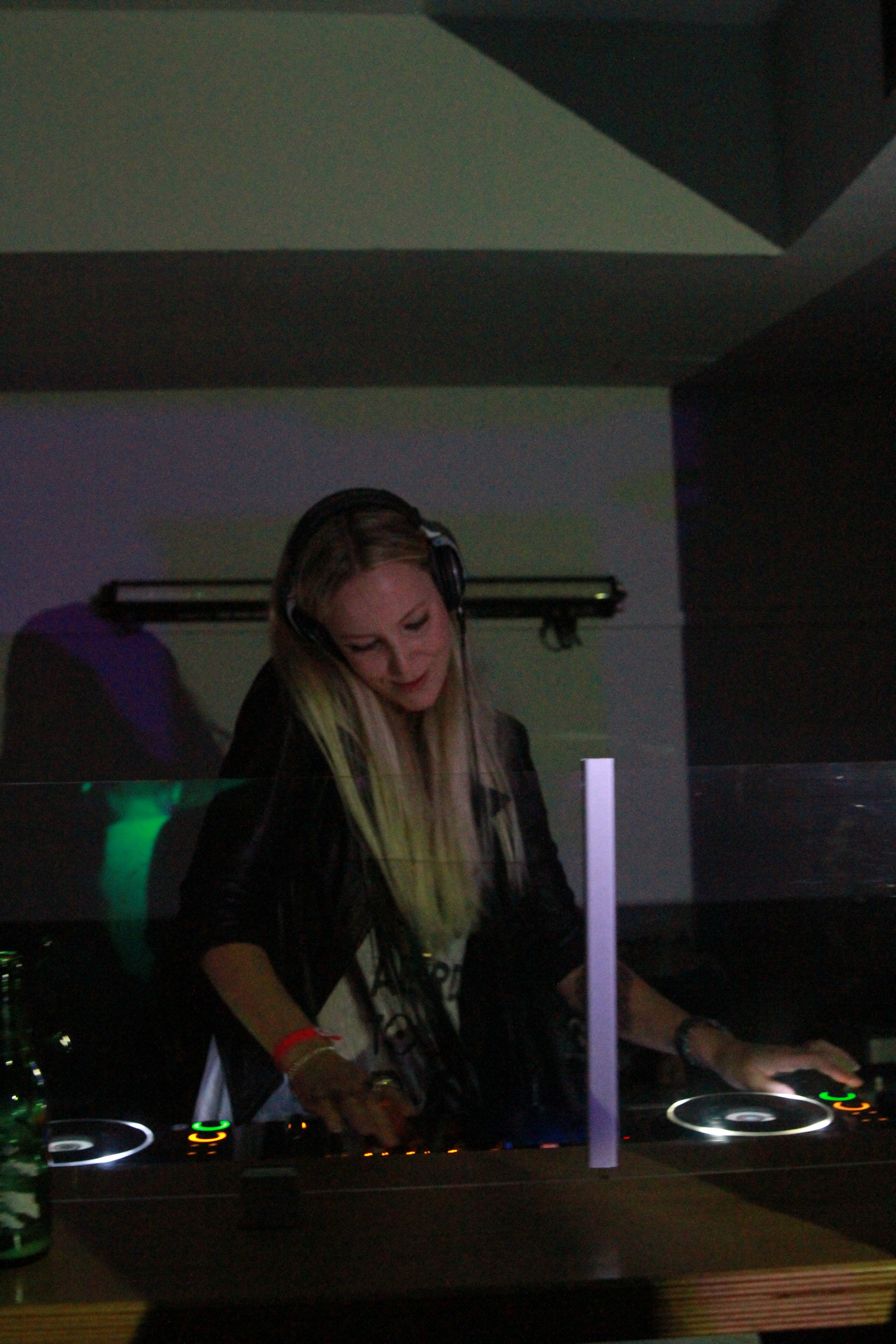
Hanna Hansen (* 1984)

- Hansen, Hans (1889–1966), deutscher Architekt und bildender Künstler
- Hansen, Hans (* 1890), grönländischer Katechet und Landesrat
- Hansen, Hans (1915–2005), norwegischer Ruderer
- Hansen, Hans (1920–1970), färöischer Maler
- Hansen, Hans (1926–2007), deutscher Sportfunktionär
- Hansen, Hans (* 1940), deutscher Fotograf
- Hansen, Hans A. (1925–1997), grönländischer Journalist und Schriftsteller
- Hansen, Hans Christian (1803–1883), dänischer Architekt
- Hansen, Hans Christian Svane (1906–1960), dänischer sozialdemokratischer Politiker, Mitglied des Folketing
- Hansen, Hans Fróði (* 1975), färöischer Fußballspieler und Modeberater
- Hansen, Hans Heinrich (* 1938), dänisch-deutscher Tierarzt und Präsident der FUEV
- Hansen, Hans Jensen (1875–1968), dänischer Physiker und Meteorologe
- Hansen, Hans Peter (1829–1899), dänischer Xylograph
- Hansen, Hans Robert (* 1941), deutsch-österreichischer Wirtschaftswissenschaftler und Wirtschaftsinformatiker
- Hansen, Hans Trier (1893–1980), dänischer Turner
- Hansen, Harald (1882–1940), deutscher Rechtsanwalt
- Hansen, Harald (1884–1927), dänischer Fußballspieler
- Hansen, Harald (1884–1956), norwegischer Turner
- Hansen, Hauke (* 1979), deutscher Politiker (CDU)
- Hansen, Hege (* 1990), norwegische Fußballspielerin
- Hansen, Heidi (* 1952), deutsche SchauspielerinHeidi Hansen (* 1952)

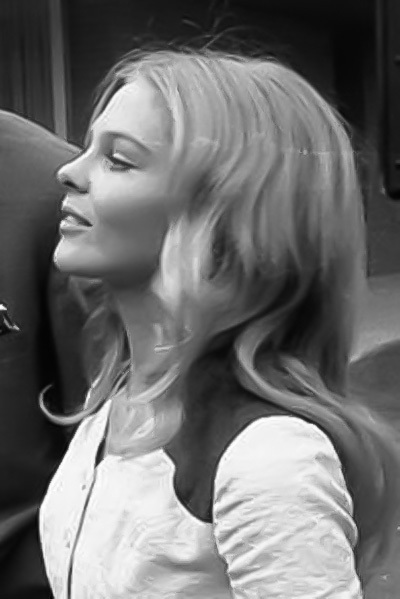
Heidi Hansen (* 1952)

- Hansen, Heino (* 1947), dänischer Fußballspieler
- Hansen, Heinrich (1821–1890), dänischer Maler
- Hansen, Heinrich (1861–1940), deutscher Pfarrer
- Hansen, Heinrich (1881–1955), deutscher Architekt
- Hansen, Heinrich (1895–1971), deutscher Gewerkschafter, Vorsitzender der IG Druck und Papier
- Hansen, Heinrich Egon (1930–1996), deutscher Lehrer, Schulrat und Heimatforscher
- Hansen, Helge (1925–2008), dänischer Radrennfahrer
- Hansen, Helge (* 1936), deutscher General
- Hansen, Helmut (1920–2011), deutscher Nachrichtensprecher und Moderator
- Hansen, Hendrik (* 1966), deutscher Politikwissenschaftler
- Hansen, Hendrik (* 1994), deutscher Fußballspieler
- Hansen, Henrich (1895–1976), deutscher Journalist und NS-Propagandist
- Hansen, Henrik (* 1979), dänischer Handballspieler
- Hansen, Henry (1902–1985), dänischer Radrennfahrer
- Hansen, Herman Wendelborg (1854–1924), deutsch-amerikanischer Maler
- Hansen, Hermann (1898–1973), deutscher Politiker (NSDAP), MdR
- Hansen, Hermann (1912–1944), deutscher Feldhandballspieler
- Hansen, Hermann Richard (1886–1927), deutscher Marinesoldat
- Hansen, Holger (1894–1965), dänischer Schauspieler und Sänger
- Hansen, Holger (1929–2015), dänischer Politiker, Mitglied des Folketing
- Hansen, Holger Juul (1924–2013), dänischer Schauspieler

###### Hansen, I
- Hansen, Ian (* 1982), deutscher Schauspieler und Filmemacher
- Hansen, Ib (1928–2013), dänischer Opernsänger (Bariton/Bassbariton) und Schauspieler
- Hansen, Ib Vagn (1926–2000), dänischer Radrennfahrer
- Hansen, Ilse (* 1941), deutsche Politikerin (CDU), MdL
- Hansen, Inge Birgit (1927–2009), dänische Badmintonspielerin
- Hansen, Ingeborg (1934–2016), deutsche Malerin und Kunsterzieherin
- Hansen, Inger Lise (* 1963), norwegische bildende Künstlerin und Filmregisseurin
- Hansen, Ingvardt, dänischer Turner
- Hansen, Ivar (1938–2003), dänischer Gewerkschafter und Politiker (Venstre), Minister und Präsident des Folketing

###### Hansen, J
- Hansen, Jacob (1799–1880), deutscher Theologe und Politiker
- Hansen, Jacob (* 1970), dänischer Sänger, Gitarrist und Musikproduzent
- Hansen, Jacqueline (* 1948), US-amerikanische Marathonläuferin
- Hansen, James D. (* 1949), US-amerikanischer Diplomat, Journalist und Medienunternehmer
- Hansen, James E. (* 1941), US-amerikanischer KlimaforscherJames E. Hansen (* 1941)

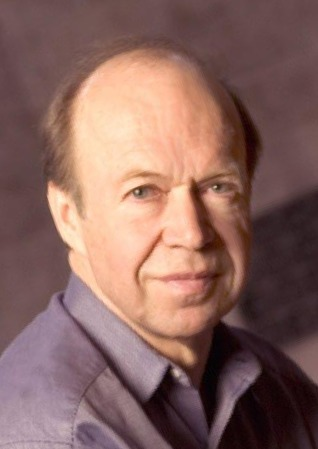
James E. Hansen (* 1941)

- Hansen, James V. (1932–2018), US-amerikanischer Politiker
- Hansen, Jan (* 1957), dänischer Curler
- Hansen, Janis (1940–2021), US-amerikanische Schauspielerin
- Hansen, Jannie (* 1963), dänische Fußballspielerin
- Hansen, Jannik (* 1986), dänischer Eishockeyspieler
- Hansen, Jap Peter (1767–1855), deutscher Seemann und Autor von der Insel Sylt
- Hansen, Jean (1932–1987), dänischer Radrennfahrer
- Hansen, Jean-Pierre (* 1957), französischer Judoka
- Hansen, Jena (* 1988), dänische Seglerin
- Hansen, Jens (* 1872), grönländischer Landesrat
- Hansen, Jens Andersen (1806–1877), dänischer Politiker, Mitglied des Folketing
- Hansen, Jens Kristian (* 1971), färöischer Fußballspieler
- Hansen, Jeremy (* 1976), kanadischer AstronautJeremy Hansen (* 1976)

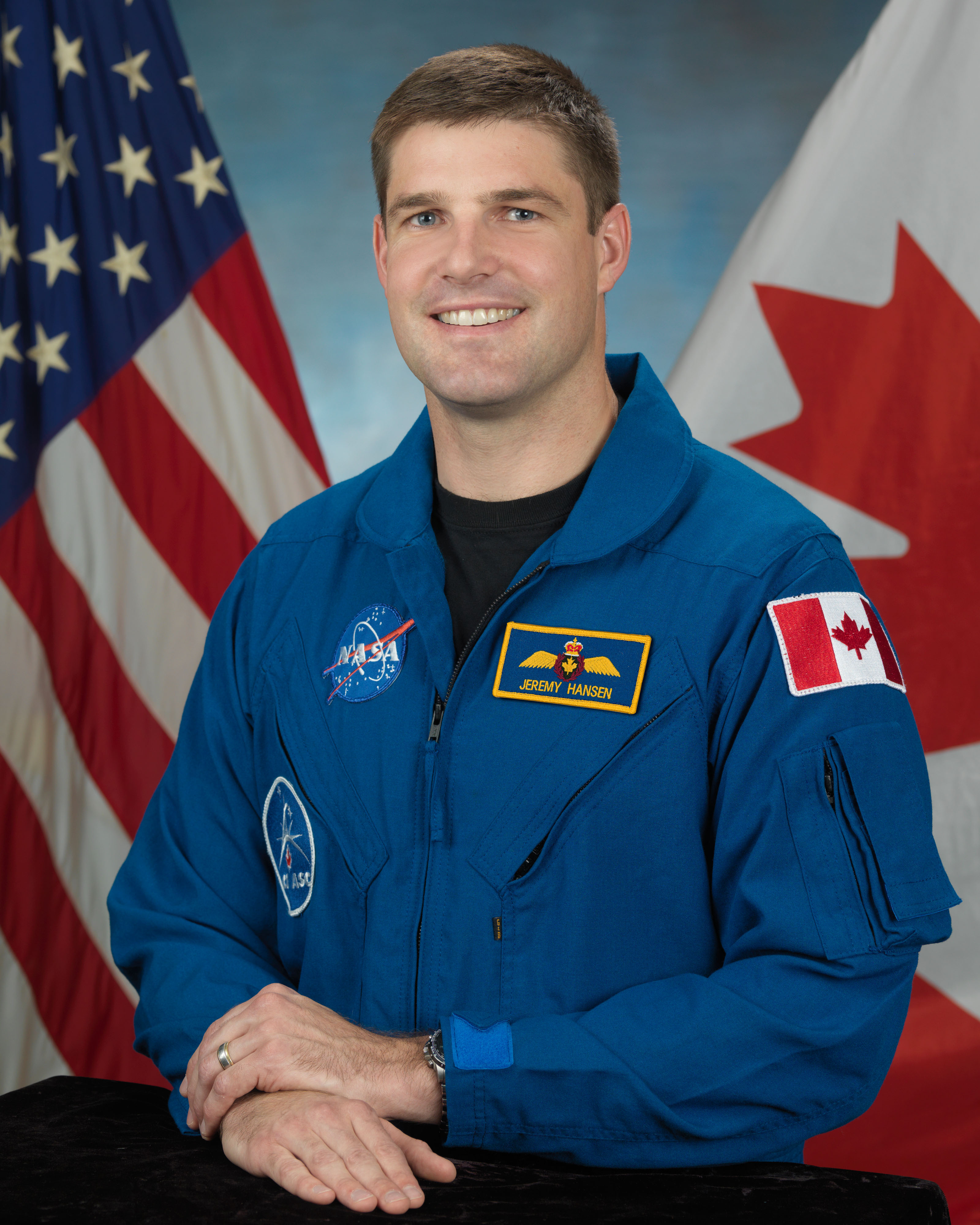
Jeremy Hansen (* 1976)

- Hansen, Jes (* 1976), dänischer Basketballspieler
- Hansen, Jesper (* 1980), dänischer Sportschütze
- Hansen, Jesper (* 1990), dänischer Straßenradrennfahrer
- Hansen, Jette (* 1953), dänische Fußballspielerin
- Hansen, Jette (* 1987), dänische Handballspielerin
- Hansen, Jimmy (* 1978), dänischer Bahn- und Straßenradrennfahrer
- Hansen, Joachim (1930–2007), deutscher SchauspielerJoachim Hansen (1930–2007)

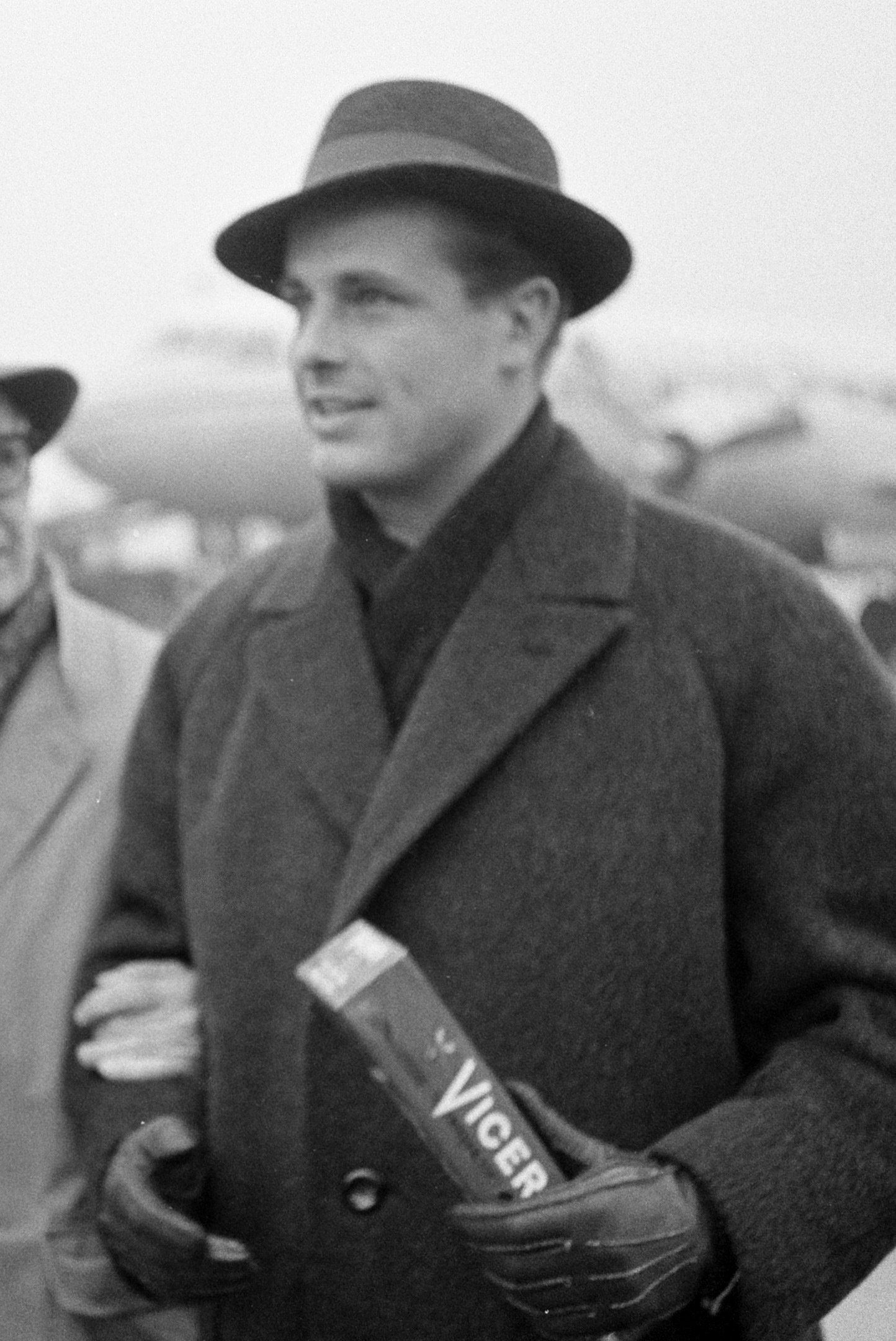
Joachim Hansen (1930–2007)

- Hansen, Jobst Heinrich (1697–1758), deutscher Kaufmann und Ratsherr in Leipzig
- Hansen, Jóhan á Plógv (* 1994), färöischer und dänischer Handballspieler
- Hansen, Johan Norman (* 1890), dänischer Radrennfahrer
- Hansen, Johann Anton Joseph (1801–1875), deutscher katholischer Geistlicher, Politiker und Geschichtsschreiber
- Hansen, Johann Justus († 1801), deutscher Orgelbauer
- Hansen, Johann Matthias (1781–1850), Architekt
- Hansen, Johanna (* 1955), deutsche Schriftstellerin, Malerin und Herausgeberin
- Hansen, Johannes (1837–1911), grönländischer Katechet und Expeditionsteilnehmer
- Hansen, Johannes (1854–1877), deutscher Schriftsteller
- Hansen, Johannes (1863–1938), deutscher Agrarwissenschaftler und Hochschullehrer
- Hansen, Johannes (1882–1959), dänischer Turner
- Hansen, Johannes (1930–2010), deutscher evangelischer Pfarrer, Evangelist und Schriftsteller
- Hansen, John (1924–1990), dänischer Fußballspieler und -trainer
- Hansen, John Ørsted (1938–2022), dänischer Ruderer
- Hansen, John R. (1901–1974), US-amerikanischer Politiker
- Hansen, Johnny (* 1943), dänischer Fußballspieler
- Hansen, Johnny (* 1964), dänischer Fußballspieler
- Hansen, Jon (* 1967), kanadischer Ordensgeistlicher, römisch-katholischer Bischof von Mackenzie-Fort Smith
- Hansen, Jon Rangfred (* 1956), norwegischer Radrennfahrer
- Hansen, Jörg (* 1964), deutscher Polizeibeamter und Landtagsabgeordneter (FDP)
- Hansen, Jörgen (1885–1963), deutscher Geograf
- Hansen, Jørgen (1890–1953), dänischer Ruderer
- Hansen, Jørgen (1943–2018), dänischer Boxer
- Hansen, Jørgen Brinch (1909–1969), dänischer Grundbauingenieur
- Hansen, Jørgen Emil (* 1942), dänischer Radrennfahrer, Weltmeister im Radsport
- Hansen, Jørgen Peder (1923–1994), dänischer Minister und Folketingsabgeordneter
- Hansen, Josef (* 1871), deutscher Porträt- und Genremaler der Düsseldorfer Schule
- Hansen, Joseph (1842–1907), belgischer Choreograf
- Hansen, Joseph (1863–1943), deutscher Archivar und Historiker
- Hansen, Joseph (1923–2004), US-amerikanischer Schriftsteller
- Hansen, Joseph (* 1979), US-amerikanischer Ruderer
- Hansen, Julia Butler (1907–1988), US-amerikanische Politikerin
- Hansen, Julie Lunde (* 1972), norwegische Skirennläuferin
- Hansen, Just Michael (1812–1891), dänischer Porträtmaler und Fotograf
- Hansen, Justus (* 1968), grönländischer Politiker (Demokraatit)
- Hansen, Justus Heinrich (1737–1807), deutscher Kaufmann und Ratsherr in Leipzig
- Hansen, Jytte (1932–2015), dänische Schwimmerin

###### Hansen, K
- Hansen, Kai, Stummfilmregisseur in Moskau
- Hansen, Kai (* 1963), deutscher Metal-Musiker, Mitbegründer der Band HelloweenKai Hansen (* 1963)

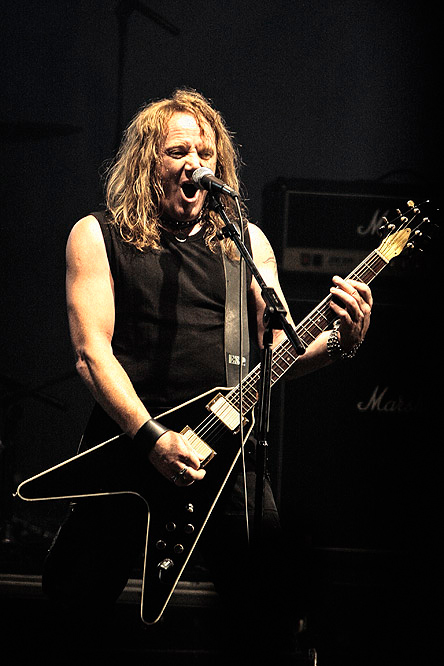
Kai Hansen (* 1963)

- Hansen, Karl (1876–1965), deutscher Generalleutnant im Zweiten Weltkrieg
- Hansen, Karl (1893–1962), deutscher Internist, Allergologe und Neurologe
- Hansen, Karl, deutscher Sprachheilpädagoge
- Hansen, Karl (* 1950), US-amerikanischer Science-Fiction-Autor
- Hansen, Karl Aage (1921–1990), dänischer Fußballspieler
- Hansen, Karl Heinz (1928–1970), deutscher Chemiker
- Hansen, Karl-Heinz (1927–2014), deutscher Politiker (SPD), MdB
- Hansen, Keld (1938–2015), dänischer Redakteur, Eskimologe, Museumsangestellter, Schriftsteller und Künstler
- Hansen, Keltie (* 1992), kanadische Freestyle-Skierin
- Hansen, Kenn (* 1980), dänischer Fußballschiedsrichter
- Hansen, Kenneth (* 1960), schwedischer Autosportler und 14-facher Rallycross-Europameister
- Hansen, Kevin (* 1979), deutscher Fußballspieler
- Hansen, Kim-Roar (* 1984), norwegischer Skispringer
- Hansen, Kim-Rune (* 1988), norwegischer Snowboarder
- Hansen, Kirstine Reiner, dänische Malerin
- Hansen, Klaus (1934–2020), deutscher Anglist
- Hansen, Klaus (1939–1982), deutscher Jurist und Politiker (SPD)
- Hansen, Klaus (* 1948), deutscher Politikwissenschaftler und Schriftsteller
- Hansen, Klaus (* 1968), deutscher Gärtnermeister und Politiker (CDU), MdL
- Hansen, Klaus J. (1931–2018), deutscher Historiker
- Hansen, Klaus P. (* 1942), deutscher Kulturwissenschaftler und Hochschullehrer
- Hansen, Konrad (1933–2012), deutscher Schriftsteller, Regisseur und Intendant
- Hansen, Kristian (1895–1955), dänischer Turner
- Hansen, Kristian Uldbjerg (* 1996), dänischer Mittelstreckenläufer
- Hansen, Kristina (* 1963), norwegische Politikerin der Arbeiderpartiet (Ap)
- Hansen, Kurt (1910–2002), deutscher Chemiker, Vorstandsvorsitzender der Bayer AG in Leverkusen (1961–1974)
- Hansen, Kurt Heinrich (1913–1987), deutscher Orientalist, Schriftsteller und Übersetzer

###### Hansen, L
- Hansen, Laila (* 1966), grönländische Filmregisseurin und Theaterschauspielerin
- Hansen, Lars (1788–1876), deutscher Lehrer und Botaniker
- Hansen, Lars (1869–1944), norwegischer Schriftsteller
- Hansen, Lars (* 1954), kanadischer Basketballspieler
- Hansen, Lars Bo (* 1968), dänischer Schachspieler
- Hansen, Lars Hitchinson, dänischer Straftäter
- Hansen, Lars Peter (* 1952), US-amerikanischer Wirtschaftswissenschaftler
- Hansen, Leif, dänischer Astronom und Asteroidenentdecker
- Hansen, Leif (* 1946), dänischer Zauberkünstler
- Hansen, Leo (* 1954), deutscher Autor
- Hansen, Leonhard (* 1950), deutscher Allgemeinmediziner aus Alsdorf
- Hansen, Lilla (1872–1962), norwegische Architektin
- Hansen, Line (* 1983), dänische Squashspielerin
- Hansen, Line Røddik (* 1988), dänische Fußballspielerin
- Hansén, Linn (* 1983), schwedische Dichterin und Redakteurin
- Hansen, Lisa M., US-amerikanische Filmproduzentin
- Hansen, Louise (* 1975), dänische Fußballspielerin
- Hansen, Lowell C. (* 1939), US-amerikanischer Politiker
- Hansen, Luissa Cara (* 2001), deutsche Schauspielerin
- Hansen, Lykke Frank (* 1988), grönländische Handballspielerin

###### Hansen, M
- Hansen, Mack (* 1998), australisch-irischer Rugbyspieler
- Hansen, Mads (* 1977), dänischer Handballschiedsrichter
- Hansen, Mads (* 1978), norwegischer Eishockeyspieler
- Hansen, Mads (* 2002), dänischer Fußballspieler
- Hansen, Manfred (1928–1987), deutscher Jurist und Politiker (SPD), MdL
- Hansen, Manfred (* 1935), deutscher Fußballspieler
- Hansen, Marc (* 1971), luxemburgischer Politiker (DP), Mitglied der Chambre
- Hansen, Marcel, belgischer Turner
- Hansen, Marit (* 1969), deutsche Informatikerin und Datenschutzexpertin
- Hansen, Marius (1890–1980), dänischer Turner
- Hansen, Mark B. N. (* 1965), US-amerikanischer Literaturwissenschaftler und Medientheoretiker
- Hansen, Markus (* 1992), deutscher Handballspieler
- Hansen, Martin (1903–1988), dänischer Schauspieler
- Hansen, Martin (* 1990), dänischer Fußballtorhüter
- Hansen, Martin A. (1909–1955), dänischer Schriftsteller
- Hansen, Martin N. (1893–1976), dänischer Dichter und Übersetzer
- Hansen, Martine (* 1965), luxemburgische Politikerin, Mitglied der ChamberMartine Hansen (* 1965)

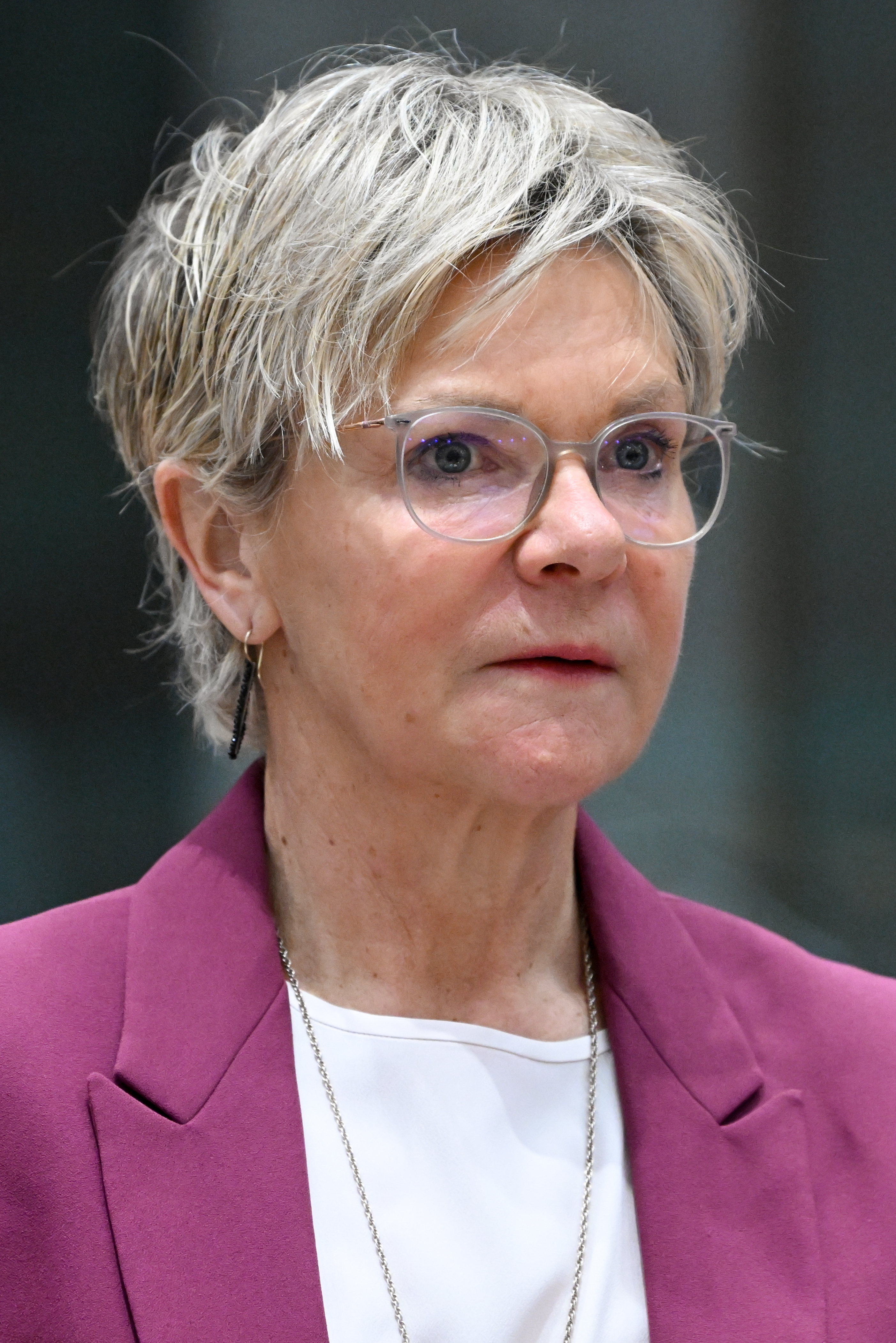
Martine Hansen (* 1965)

- Hansen, Mattes (* 2004), deutscher Fußballspieler
- Hansen, Matthias (1892–1987), deutscher Tabakfabrikant und Hauptvorsitzender der deutschen Minderheit in Dänemark
- Hansen, Maurits Christopher (1794–1852), norwegischer Dichter
- Hansen, Max (1897–1961), dänischer Kabarettist, Filmschauspieler und Operettensänger (Tenor)
- Hansen, Max junior (* 1954), dänischer Schauspieler
- Hansen, May (* 1953), norwegische Hebamme und Politikerin (Sosialistisk Venstreparti), Mitglied des Storting
- Hansen, Melanie (* 1986), deutsche Ruderin
- Hansen, Meta (1865–1941), dänische Frauenrechtlerin und Politikerin
- Hansen, Michael (1940–2023), deutscher Schlagersänger, Komponist und Produzent
- Hansen, Michael (1946–2011), dänisch-deutscher Kabarettist und Schlagersänger
- Hansen, Michael (* 1955), norwegischer Fußballspieler tschechischer Abstammung
- Hansen, Michaela (* 1961), deutsche Autorin
- Hansen, Mike (* 1970), spanisch-US-amerikanischer Basketballspieler
- Hansen, Mikka (* 1975), dänische Fußballspielerin
- Hansen, Mikkel (* 1987), dänischer HandballspielerMikkel Hansen (* 1987)

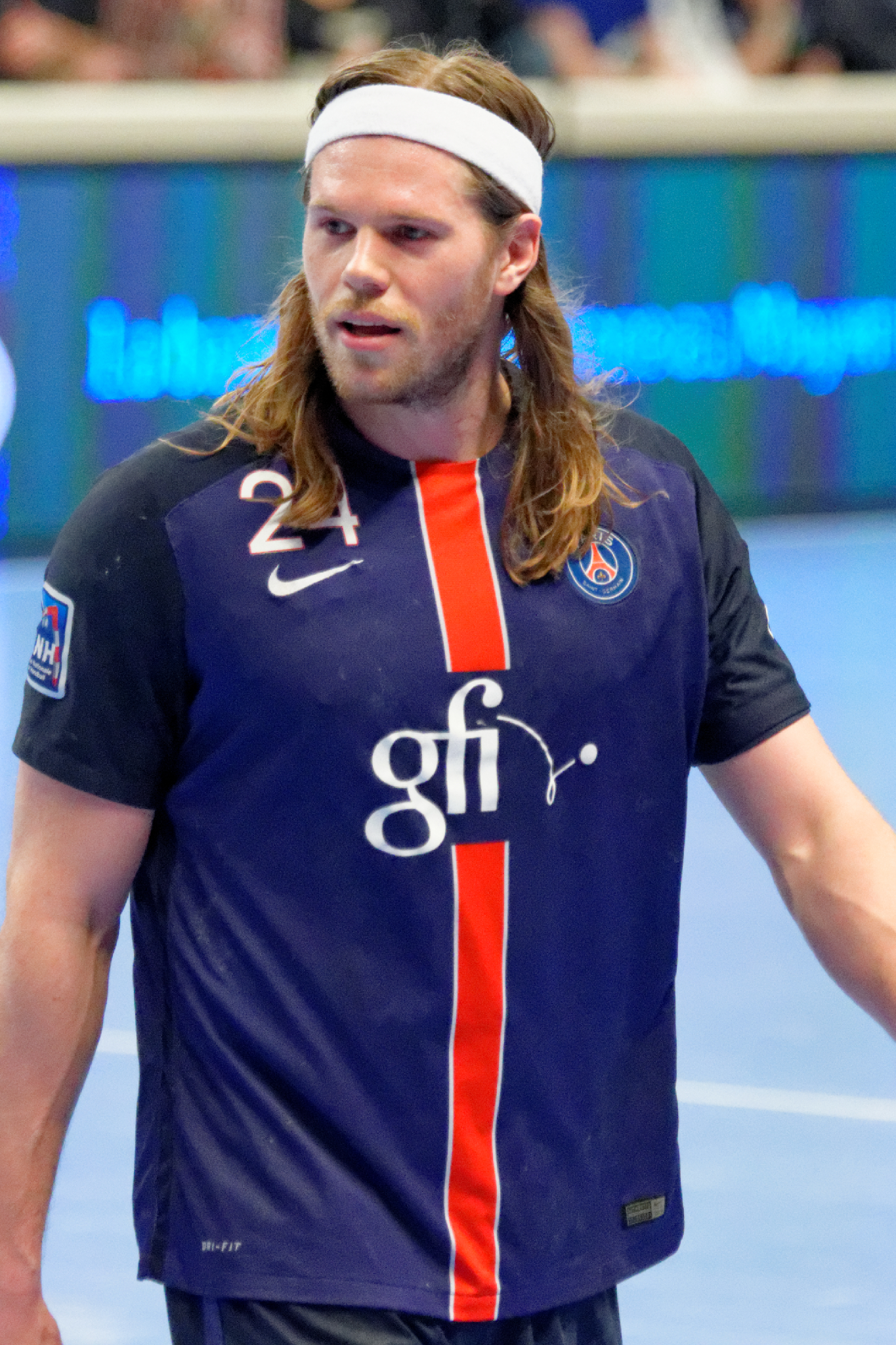
Mikkel Hansen (* 1987)

- Hansen, Mogens Herman (1940–2024), dänischer Althistoriker
- Hansen, Monika (1942–2025), deutsche Schauspielerin
- Hansen, Morris H. (1910–1990), US-amerikanischer Statistiker
- Hansen, Myrna (* 1934), US-amerikanische Schauspielerin und Schönheitskönigin

###### Hansen, N
- Hansen, Naja Frank (* 1980), grönländische Handballspielerin
- Hansen, Natasha (* 1989), neuseeländische Radsportlerin
- Hansen, Nicolai (* 1982), dänischer Handballspieler
- Hansen, Nicole, deutschamerikanische Schauspielerin, Produzentin und Unternehmerin
- Hansen, Niels (1924–2015), deutscher Diplomat und Autor
- Hansen, Niels (* 1983), deutscher Fußballspieler
- Hansen, Niels Christian (1834–1922), dänischer Maler und Fotograf
- Hansen, Niels Richard (1933–2006), dänischer Arzt und Jazzmusiker (Banjo)
- Hansen, Nikolaj (1892–1935), grönländischer Landesrat
- Hansen, Nikolaj (* 1987), dänischer Fußballspieler
- Hansen, Nikolaus (* 1951), deutscher Verleger und Übersetzer
- Hansen, Nils (* 1988), deutscher Politiker (SPD)
- Hansen, Norbert (* 1952), deutscher Gewerkschafter, Bundesvorsitzender der Gewerkschaft Transnet

###### Hansen, O
- Hansen, Oddvar (1921–2011), norwegischer Fußballspieler, -trainer, -funktionär und Tischtennisspieler
- Hansen, Olaf (1902–1969), deutscher Iranist und Indogermanist
- Hansen, Olaf (* 1963), deutscher Tennisspieler
- Hansen, Ole Jacob (1940–2000), norwegischer Jazzschlagzeuger
- Hansen, Ole Kock (* 1945), dänischer Jazzmusiker
- Hansen, Orval H. (1926–2017), US-amerikanischer Politiker der Republikanischen Partei
- Hansen, Oskar (1922–2005), polnischer Architekt, Stadtplaner und Autor
- Hansen, Osmund (1908–1995), dänischer Maler und Grafiker
- Hansen, Øssur (* 1971), färöischer Fußballspieler und -trainer
- Hansen, Otto Erich (1906–1959), deutscher Regierungsrat und Landrat
- Hansen, Ottomar (1904–1993), deutscher Offizier, zuletzt Generalmajor der Bundeswehr
- Hansen, Ove (1909–1997), dänischer Politiker (Socialdemokraterne), Mitglied des Folketing und Minister
- Hansen, Ove Verner (1932–2016), dänischer Schauspieler, Opernsänger (Bass) und KochOve Verner Hansen (1932–2016)

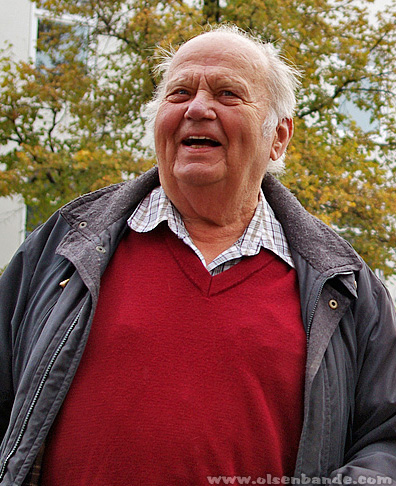
Ove Verner Hansen (1932–2016)

- Hansen, Øystein Langholm (* 1957), norwegischer Politiker

###### Hansen, P
- Hansen, Pål (* 1972), norwegischer Skispringer
- Hansen, Pål Henning (* 1953), norwegischer Radrennfahrer
- Hansen, Patti (* 1956), US-amerikanisches Model und SchauspielerinPatti Hansen (* 1956)

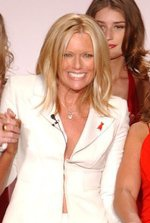
Patti Hansen (* 1956)

- Hansen, Paul (1886–1967), dänischer Opernsänger (Tenor/Bariton) und Schauspieler beim deutschen Stummfilm
- Hansen, Per Boye (* 1957), norwegischer Opernregisseur
- Hansen, Per Brinch (1938–2007), dänischer Informatiker
- Hansen, Peter, schleswig-holsteinischer Bronze- und Glockengießer der Spätgotik
- Hansen, Peter (1686–1760), deutscher evangelisch-lutherischer Geistlicher und Superintendent in Plön
- Hansen, Peter (1831–1878), deutscher Verwaltungsbeamter, Richter und Politiker
- Hansen, Peter (1868–1928), dänischer Maler
- Hansen, Peter (1896–1967), deutscher SS-Brigadeführer und Generalmajor der Waffen-SS
- Hansen, Peter (1921–2017), US-amerikanischer Schauspieler
- Hansen, Peter (* 1929), deutscher Politiker (Die Grünen), MdL
- Hansen, Peter Allan (1944–2012), dänisch-britischer Klassischer Philologe
- Hansen, Peter Andreas (1795–1874), deutscher Astronom
- Hansen, Peter Christian (1853–1935), deutscher Sozialpolitiker
- Hansen, Peter Lyck (* 1985), dänischer Volleyballspieler
- Hansen, Pia (* 1965), schwedische Sportschützin
- Hansen, Pierre (* 1976), luxemburgischer Filmemacher, Drehbuchautor und Schlagzeuger
- Hansen, Poul (1891–1948), dänischer Ringer
- Hansen, Poul (1913–1966), dänischer Journalist und Politiker (Socialdemokraterne), Mitglied des Folketing

###### Hansen, R
- Hansen, Randall (* 1970), britischer Politikwissenschaftler und Historiker
- Hansen, Randy (* 1954), US-amerikanischer MusikerRandy Hansen (* 1954)

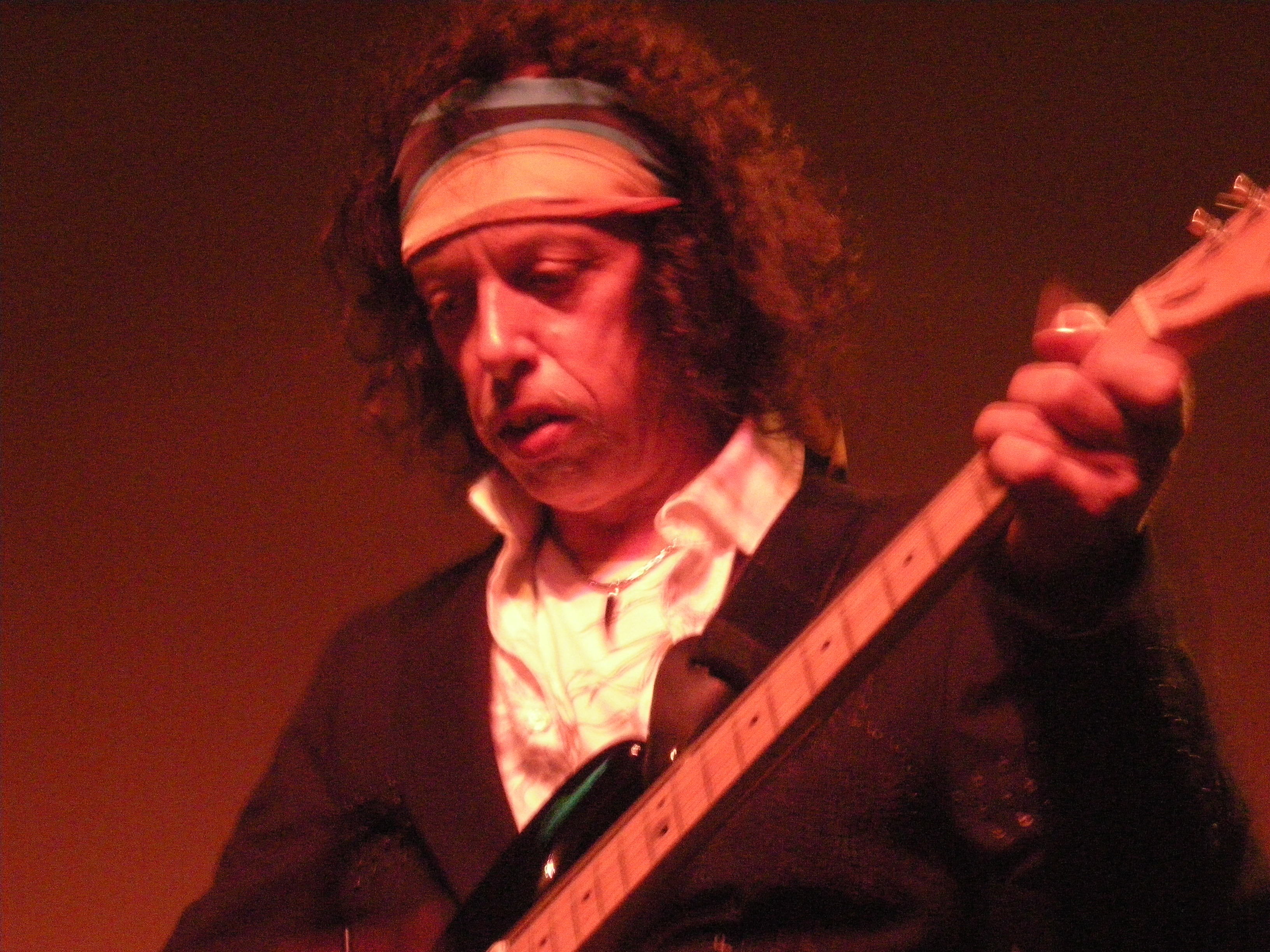
Randy Hansen (* 1954)

- Hansen, Rasmus (1885–1967), dänischer Turner
- Hansen, Rasmus (1896–1978), dänischer Journalist und Politiker (Socialdemokraterne), Mitglied des Folketing, Verteidigungsminister
- Hansen, Reimer (1853–1926), deutscher Lehrer und Heimatforscher
- Hansen, Reimer (* 1937), deutscher Historiker
- Hansen, Richard (1887–1976), deutscher Politiker und Parteifunktionär der SPD
- Hansen, Richard (1912–2001), deutscher Gärtner und Gartenbauwissenschaftler
- Hansen, Rick (* 1957), kanadischer Behindertensportler
- Hansen, Rikke S. (* 1995), dänische Badmintonspielerin
- Hansen, Roar (* 1966), schwedischer Fußballspieler
- Hansen, Robert (* 1979), dänischer Schauspieler
- Hansen, Robert Christian (1939–2014), US-amerikanischer Serienmörder
- Hansen, Rolf (1904–1990), deutscher Filmregisseur, Drehbuchautor und Filmschauspieler
- Hansen, Rolf (1920–2006), norwegischer Politiker
- Hansen, Rüdiger (1907–1984), deutscher Politiker (CDU), MdL
- Hansen, Rudolf (1889–1929), dänischer Marathonläufer
- Hansen, Rudolf (1924–2004), österreichischer Jazzmusiker (Kontrabass) und Hochschullehrer
- Hansen, Ryan (* 1981), US-amerikanischer SchauspielerRyan Hansen (* 1981)

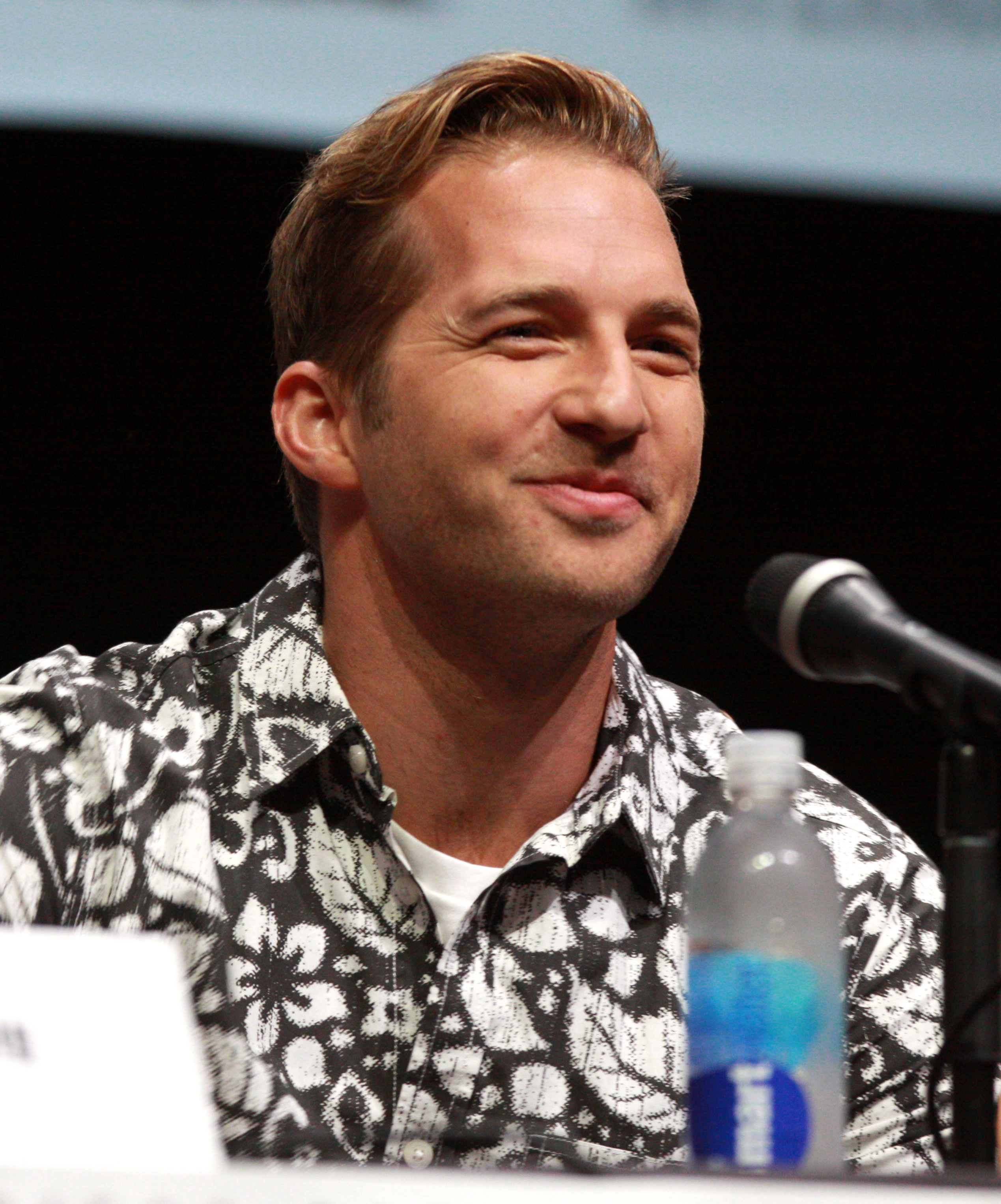
Ryan Hansen (* 1981)

###### Hansen, S
- Hansen, Sabil (* 2005), dänischer Fußballspieler
- Hansen, Sarafina (* 2005), dänische Tennisspielerin
- Hansen, Sarah Dyrehauge (* 1996), dänische Fußballspielerin
- Hansen, Siegfried (* 1961), deutscher Fotograf
- Hansen, Silke (* 1968), deutsche Fernsehmoderatorin
- Hansen, Simon (* 1998), dänischer Sprinter
- Hansen, Sönke, deutscher Kameramann
- Hansen, Sontje (* 2002), niederländischer Fußballspieler
- Hansen, Sophus (1871–1959), deutscher Maler
- Hansen, Sophus (1889–1962), dänischer Fußballspieler und -schiedsrichter
- Hansen, Sophus (* 1904), grönländischer Kaufmann und Landesrat
- Hansen, Søren (* 1974), dänischer Golfer
- Hansen, Søren Søndergård (1956–2017), dänischer Richter
- Hansen, Stan (* 1949), US-amerikanischer WrestlerStan Hansen (* 1949)

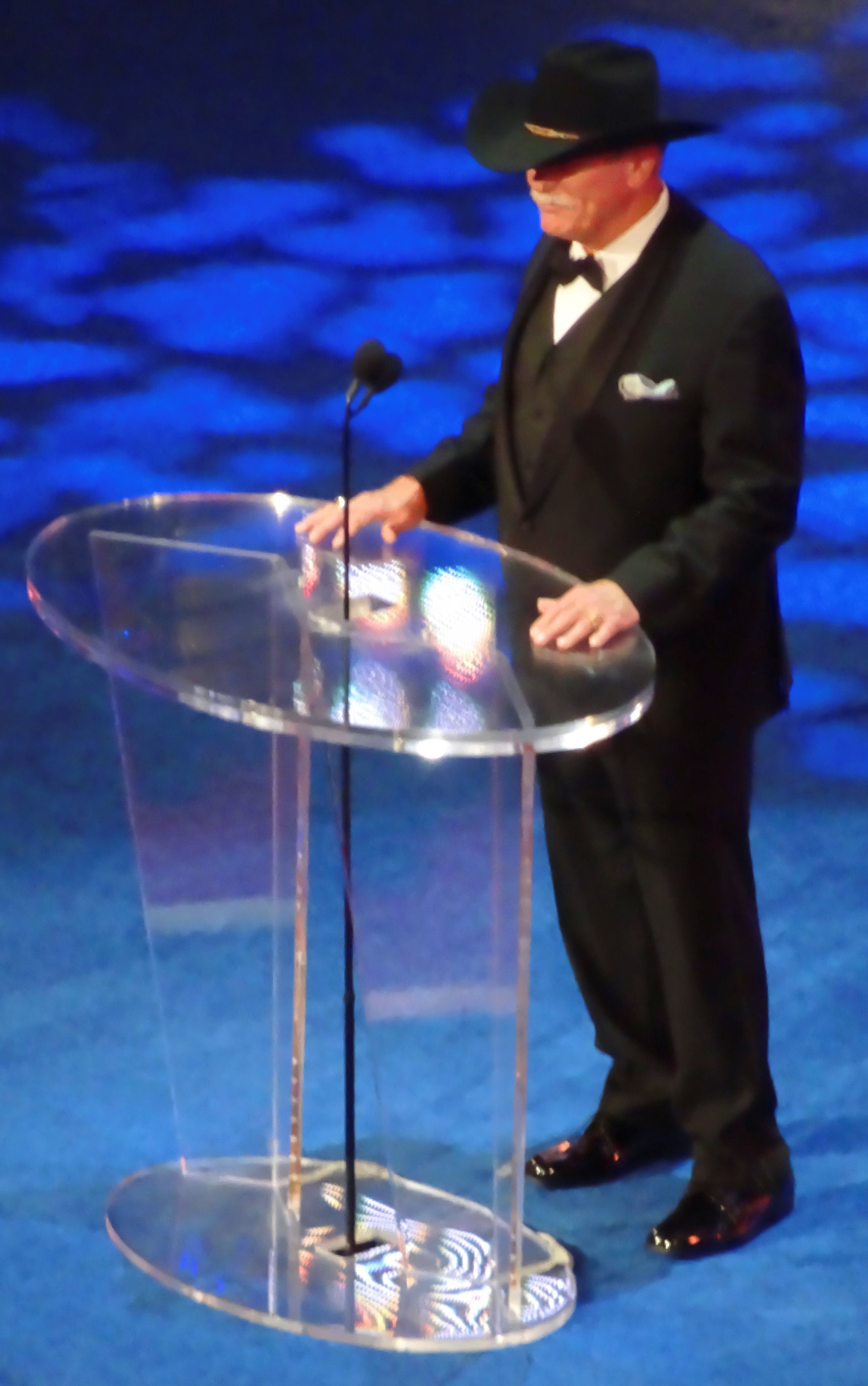
Stan Hansen (* 1949)

- Hansen, Stefan (* 1963), deutscher Unternehmer
- Hansen, Stefan (* 1965), deutscher Komponist
- Hansen, Steve (* 1959), neuseeländischer Rugbytrainer
- Hansen, Sune Berg (* 1971), dänischer Schachgroßmeister
- Hansen, Svein Arne (1946–2020), norwegischer Sportfunktionär
- Hansen, Svein Roald (* 1949), norwegischer Politiker
- Hansen, Svend (* 1962), deutscher Prähistoriker
- Hansen, Sverre (1899–1991), norwegischer Leichtathlet
- Hansen, Sverre (1913–1974), norwegischer Fußballspieler
- Hansen, Synne Skinnes (* 1995), norwegische Fußballspielerin

###### Hansen, T
- Hansen, Tanya (* 1973), norwegische Pornodarstellerin
- Hansen, Tavis (* 1975), kanadischer Eishockeyspieler
- Hansen, Tem (* 1984), färöischer Fußballspieler
- Hansen, Theodor (1824–1903), deutscher Pädagoge, evangelisch-lutherischer Geistlicher und Autor
- Hansen, Theodor (1837–1923), deutscher evangelisch-lutherischer Geistlicher und Oberkirchenrat in Oldenburg
- Hansen, Theodor (1867–1938), deutscher Chirurg und Museumskustos
- Hansen, Theophil von (1813–1891), dänisch-österreichischer Architekt des HistorismusTheophil von Hansen (1813–1891)

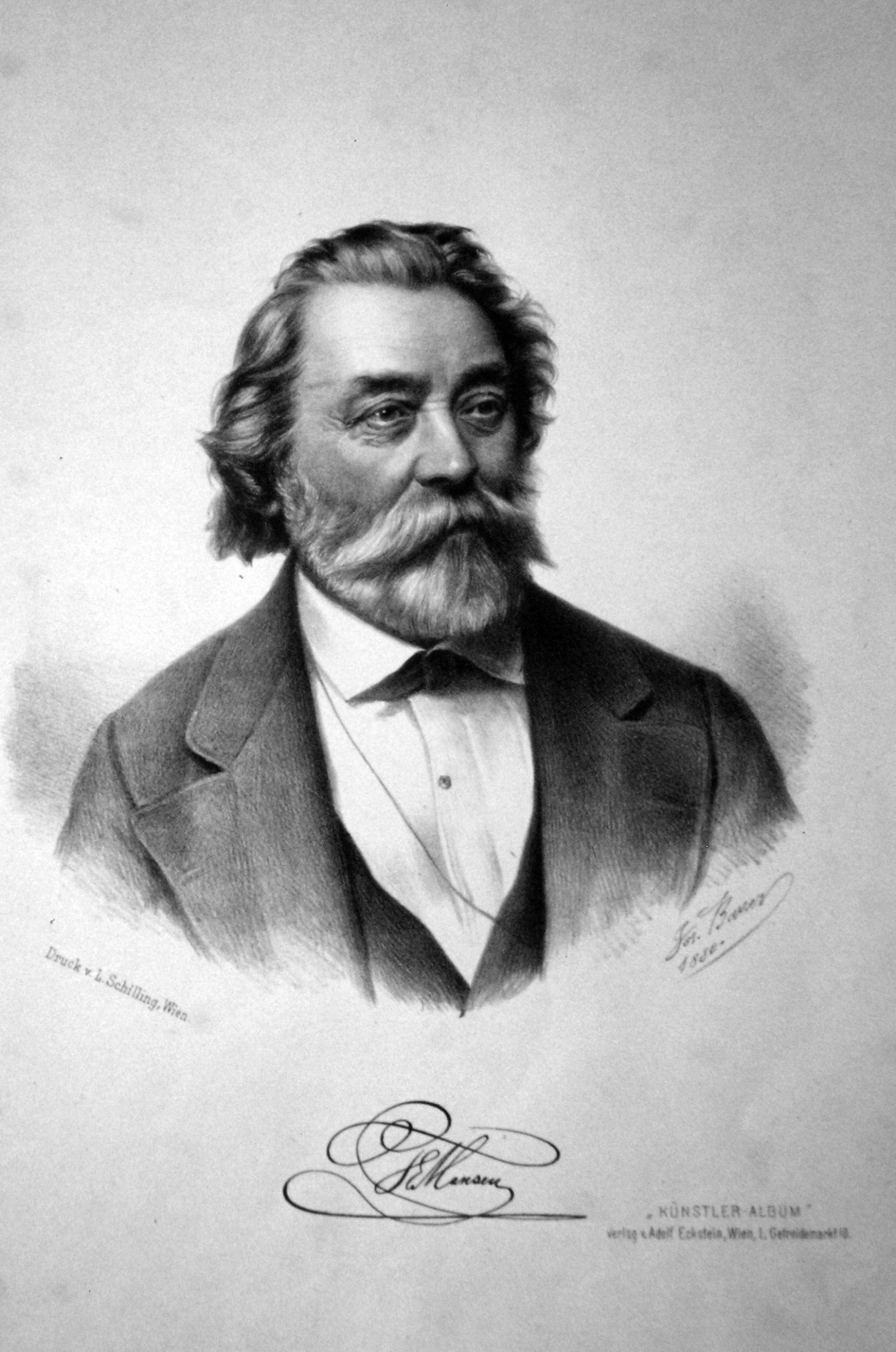
Theophil von Hansen (1813–1891)

- Hansen, Thiadric (* 1992), deutscher American-Football-Spieler
- Hansen, Thomas (1976–2007), norwegischer Musiker
- Hansen, Thor (1947–2018), norwegischer Pokerspieler
- Hansen, Thore D. (* 1969), deutscher Krimi- und Thriller-Autor
- Hansen, Thorkild (1927–1989), dänischer Schriftsteller
- Hansen, Tim (* 1989), deutscher Schauspieler
- Hansen, Timi (1958–2019), dänischer Bassist
- Hansen, Tobias (* 2002), dänischer Radsportler
- Hansen, Tommy (* 1982), tschechischer Schauspieler
- Hansen, Toni (1904–1959), deutscher Politiker (CDU), MdL
- Hansen, Tonje (* 1980), norwegische Fußballspielerin
- Hansen, Tony André (* 1979), norwegischer Springreiter und Musiker
- Hansen, Torben (* 1951), dänischer Fußballspieler
- Hansen, Tore (* 1978), norwegischer Fußballschiedsrichter
- Hansén, Torjus (* 1973), norwegischer Fußballspieler
- Hansen, Travis (* 1978), US-amerikanischer Basketballspieler
- Hansen, Trine (* 1973), dänische Ruderin
- Hansen, Tuva (* 1997), norwegische FußballspielerinTuva Hansen (* 1997)

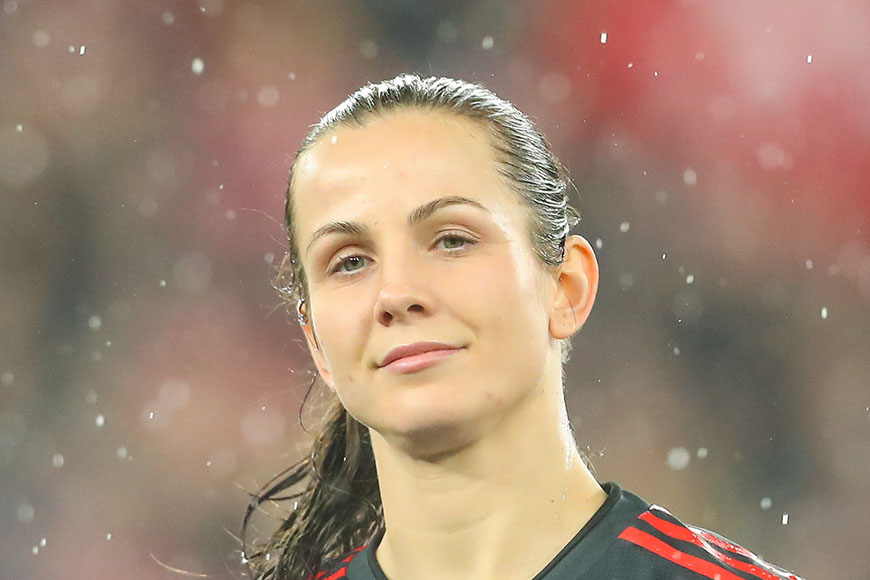
Tuva Hansen (* 1997)

###### Hansen, U
- Hansen, Urban (1908–1986), dänischer Politiker
- Hansen, Ursula (* 1935), deutsche Ärztin und Politikerin (CDU), MdL, rheinland-pfälzische Landesministerin
- Hansen, Ursula (* 1939), deutsche Ökonomin und Hochschullehrerin
- Hansen, Uwe (* 1938), deutscher Politiker (SPD), MdB, Autor

###### Hansen, V
- Hansen, Victor (1889–1974), dänischer Tennisspieler und Jurist
- Hansen, Vilhelm (1900–1992), dänischer Comiczeichner
- Hansen, Volkmar (* 1945), deutscher Literaturwissenschaftler
- Hansen, Vootele (* 1962), estnischer Politiker

###### Hansen, W
- Hansen, Werner (1905–1972), deutscher Politiker (SPD), MdB, antifaschistischer Widerstandskämpfer
- Hansen, Wilhelm (1832–1906), deutscher Maschinenbau-Unternehmer
- Hansen, Wilhelm (1868–1936), dänischer Versicherungsdirektor, Kunstsammler und Museumsgründer
- Hansen, Wilhelm (1878–1965), deutscher Politiker (SPD)
- Hansen, Wilhelm (1899–1993), deutscher Psychologe
- Hansen, Wilhelm (1911–1986), deutscher Museumsdirektor
- Hansen, Wilhelm Peter (1870–1946), deutscher Politiker und Diplomat
- Hansen, William Webster (1909–1949), US-amerikanischer Physiker
- Hansen, Wulf-Dieter (* 1956), deutscher Fußballspieler

###### Hansen, Z
- Hansen, Zeynep (* 1973), türkische Wirtschaftswissenschaftlerin

##### Hansen-

###### Hansen-A
- Hansen-Aarøen, Isak (* 2004), norwegischer FußballspielerIsak Hansen-Aarøen (* 2004)

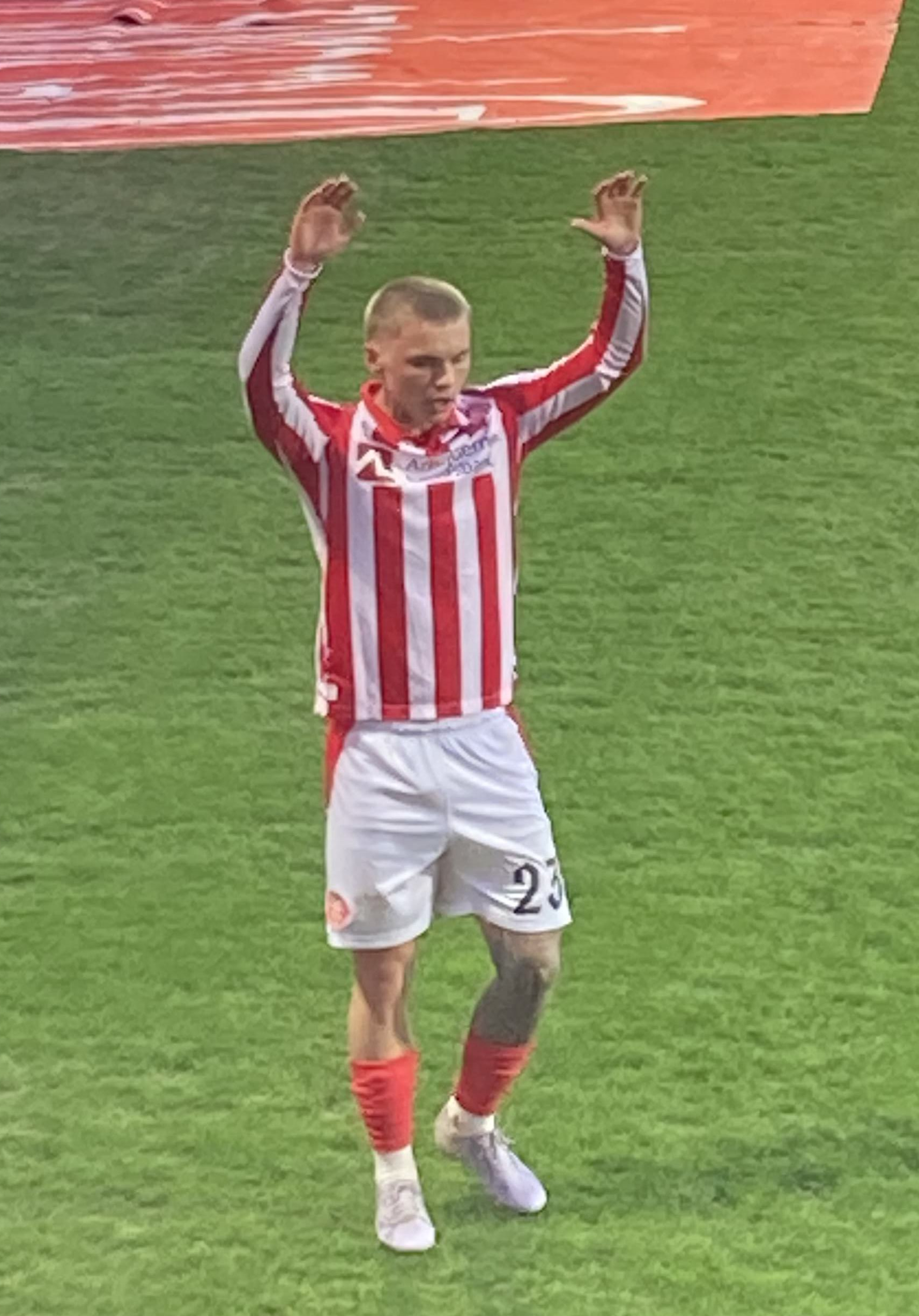
Isak Hansen-Aarøen (* 2004)

###### Hansen-B
- Hansen-Bahia (1915–1978), deutsch-brasilianischer Grafiker

###### Hansen-K
- Hansen-Kleinmichel, Auguste (1886–1968), deutsche Schauspielerin und Synchronsprecherin
- Hansen-Kohlmorgen, Dagmar (1948–2023), deutsche Handballspielerin
- Hansen-Kokoruš, Renate (* 1954), deutsche Slawistin

###### Hansen-L
- Hansen-Löve, Aage A. (* 1947), österreichischer Slawist und Literaturtheoretiker
- Hansen-Löve, Friedrich (1919–1997), dänisch-österreichischer Kulturredakteur und Autor
- Hansen-Løve, Mia (* 1981), französische Regisseurin, Drehbuchautorin und Schauspielerin

###### Hansen-M
- Hansen-Møller, Kirsten (1942–2023), dänische Schauspielerin

###### Hansen-S
- Hansen-Schaberg, Inge (* 1954), deutsche Erziehungswissenschaftlerin
- Hansen-Schirra, Silvia (* 1975), deutsche Sprach- und Übersetzungswissenschaftlerin

###### Hansen-T
- Hansen-Taylor, Marie (1829–1925), deutsch-amerikanische Übersetzerin und Schriftstellerin

##### Hansenb
- Hänsenberger, Arthur (1927–2014), Schweizer Jurist und Politiker (FDP)

##### Hansenn
- Hansenne, Marcel (1917–2002), französischer Mittelstreckenläufer
- Hansenne, Michel (* 1940), belgischer Politiker (PSC), MdEP

##### Hansens
- Hansens, Heinz (* 1949), deutscher Richter und Fachbuchautor

#### Hanser
- Hanser, Adolf (1858–1901), deutscher Architekt, Fachschullehrer und badischer Baubeamter
- Hanser, Carl (1901–1985), deutscher Verleger
- Hanser, Friedrich (1898–1976), deutscher Lehrer und Kommunalpolitiker (SPD)
- Hanser, Kirsten (* 1965), deutsche Fernsehmoderatorin, Astrologin des Fernsehsenders SAT.1Kirsten Hanser (* 1965)

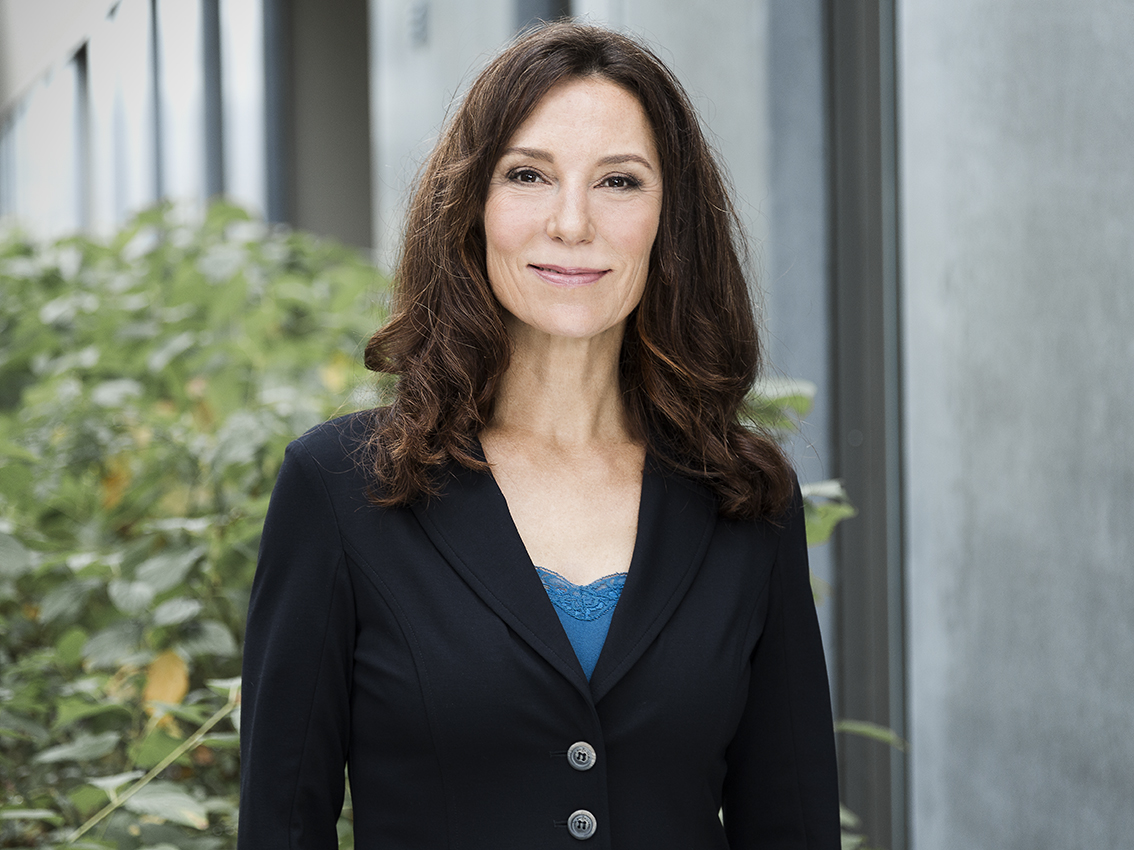
Kirsten Hanser (* 1965)

- Hanser, Laurentius (1875–1929), deutscher Benediktiner
- Hanser, Michaela (* 1960), deutsche Schauspielerin
- Hanser, Wilhelm (1738–1796), Komponist, Organist und Musiklehrer
- Hanser-Strecker, Peter (* 1942), deutscher Musikverleger
- Hänseroth, Albin (1939–2004), deutscher Opernintendant und Medienwissenschaftler
- Hänseroth, Thomas (* 1952), deutscher Technikhistoriker
- Hansert, Andrea (* 1958), deutsche Historikerin, Autorin und Ausstellungskuratorin

#### Hanses
- Hanses, Christoph (* 1964), deutscher Fußballspieler
- Hanses, Dagmar (* 1975), deutsche Politikerin (Bündnis 90/Die Grünen), MdL
- Hanses, Henrik (* 1986), deutscher Fernsehmoderator und Radiomoderator
- Hanses, Julian (* 1997), deutscher Automobilrennfahrer

### Hansg
- Hänsgen, Klaus-Dieter (* 1952), schweizerisch-deutscher Psychologe und Hochschullehrer
- Hänsgen, Sabine (* 1955), deutsche Slavistin, Medienwissenschaftlerin, Konzeptkünstlerin, Übersetzerin und Kuratorin
- Hansgen, Walt (1919–1966), US-amerikanischer Autorennfahrer

### Hansh
- Hanshaw, Annette (1901–1985), US-amerikanische Jazz-Sängerin
- Hanshaw, Verena (* 1994), österreichische FußballspielerinVerena Hanshaw (* 1994)

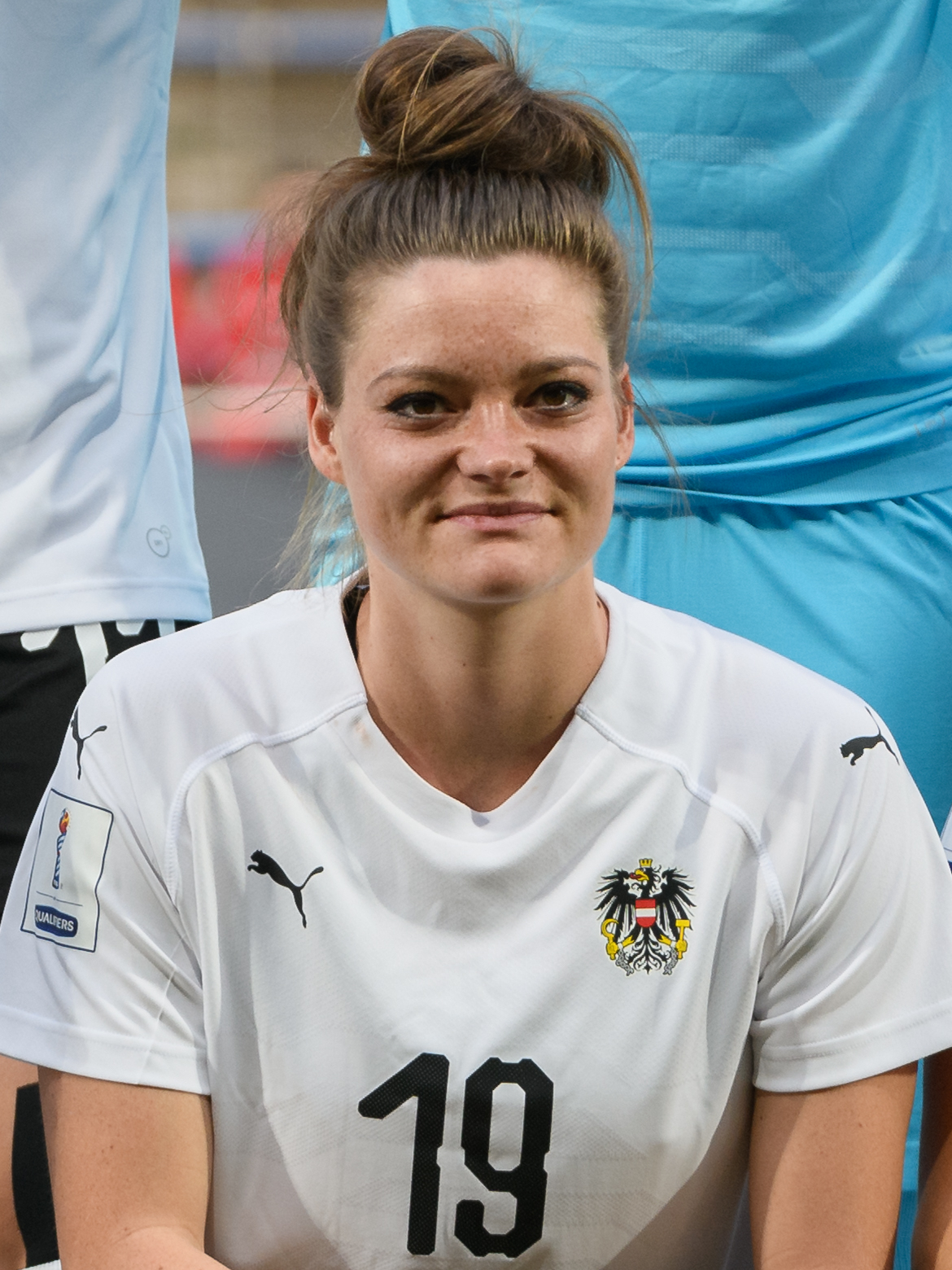
Verena Hanshaw (* 1994)

### Hansi
- Hansi, Mario (* 1987), estnischer Fußballspieler
- Hänsicke, Gerhard (* 1927), deutscher Fußballspieler
- Hansing, Ernst Günter (1929–2011), deutscher Künstler
- Hansing, Gottlieb Anton Friedrich (* 1766), deutscher Theaterschauspieler, Direktor einer wandernden Schauspielgesellschaft sowie Schriftsteller
- Hansing, Heinz-Dieter (* 1947), deutscher Fußballspieler
- Hansing, Hermann (1908–1977), deutscher Politiker (SPD), MdBB, MdB
- Hansing, Johann Friedrich von († 1761), Geheimer Legationsrat
- Hansing, Johann Gottlieb (1754–1841), Bürgermeister von Harburg
- Hansis, Van (* 1981), US-amerikanischer Schauspieler
- Hansiz, Markus (1683–1766), Jesuit und Historiker

### Hansj
- Hansjakob, Anton (1943–2016), deutscher Landschaftsarchitekt
- Hansjakob, Gottfried (* 1937), deutscher Landschaftsarchitekt
- Hansjakob, Heinrich (1837–1916), badischer Pfarrer, Politiker und HeimatschriftstellerHeinrich Hansjakob (1837–1916)

Heinrich Hansjakob (1837–1916)

- Hansjakob, Thomas (1956–2018), Schweizer Jurist und Politiker
- Hansjürgens, Bernd (* 1961), deutscher Volkswirt

### Hansk
- Hańska, Ewelina (1801–1882), polnische Adlige, Partnerin von Honoré de Balzac
- Hänska, Gerd (1927–1996), deutscher Architekt
- Hänska, Magdalena (1924–1986), deutsche Architektin
- Hanske, Andreas (1950–2023), deutscher bildender Künstler und Geophysiker
- Hanske, Horst (1935–2016), deutscher Fotojournalist und Radrennfahrer
- Hanski, Ilkka (1953–2016), finnischer Ökologe und Evolutionsbiologe
- Hansky, Alexis (1870–1908), russischer Astronom
- Hansky, Bernhard (* 1988), deutscher Opernsänger
- Hansky, Jan (1925–2004), sorbischer Maler und Medailleur

### Hansl
- Hansl, Franz (* 1897), österreichischer Fußball-Nationalspieler
- Hänsler, Bernd (* 1946), deutscher Fußballspieler
- Hanslian, Alois (* 1943), deutscher Maler und Illustrator
- Hanslick, Eduard (1825–1904), österreichischer MusikkritikerEduard Hanslick (1825–1904)

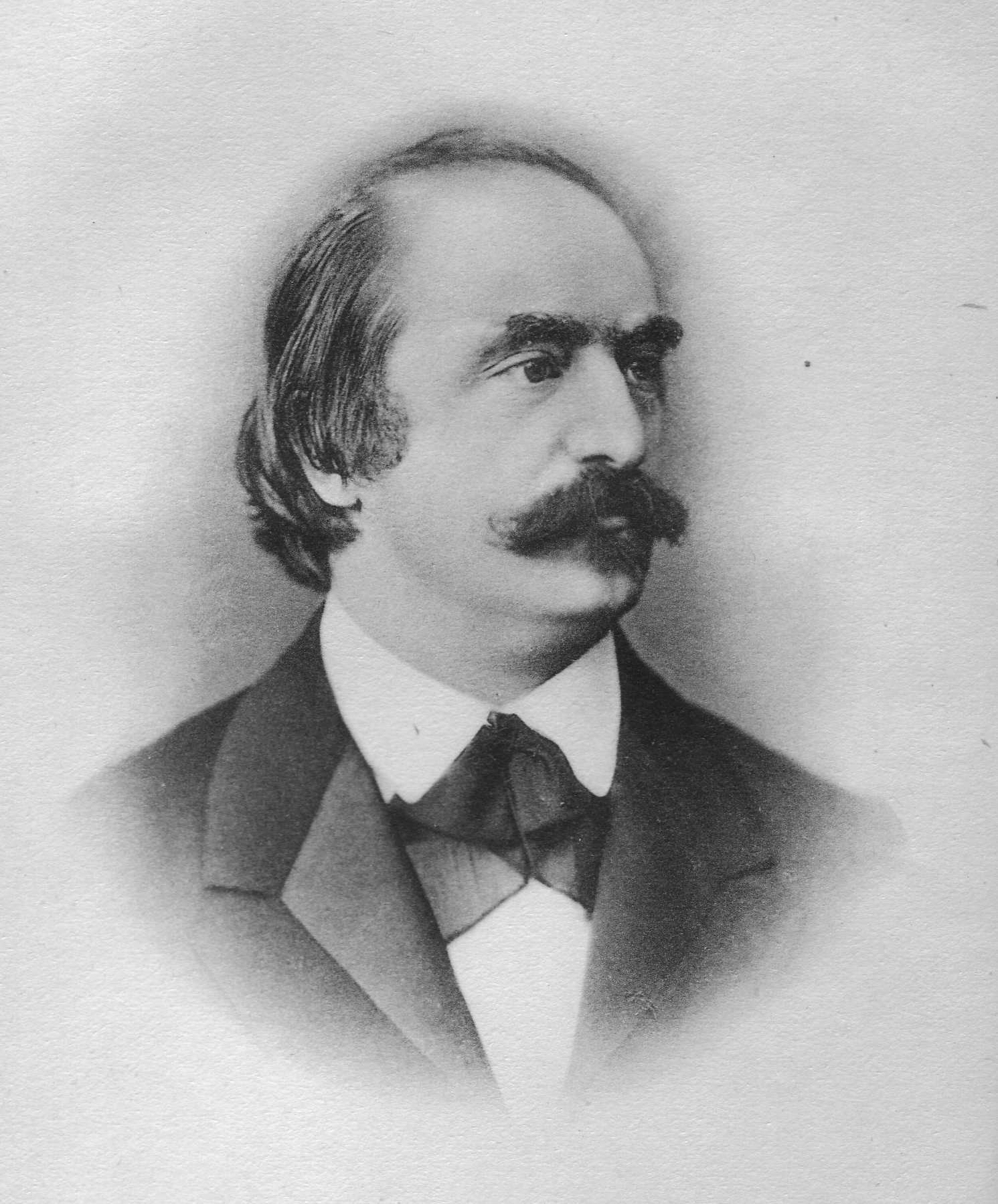
Eduard Hanslick (1825–1904)

- Hanslick, Joseph Adolf (1785–1859), böhmischer Bibliothekar und Schriftsteller
- Hanslik, Daniel (* 1996), deutscher Fußballspieler
- Hanslik, Erwin (1880–1940), österreichisch-polnischer Geograph
- Hanslik, Natalie (* 1982), deutsche Schauspielerin
- Hanslik, Rudolf (1907–1982), österreichischer Klassischer Philologe
- Hanslip, Chloë (* 1987), britische Violinistin
- Hanslip, Mark (* 1979), britischer Jazz- und Improvisationsmusiker (Tenorsaxophon)
- Hanslmayr, Martin (* 1978), österreichischer Kameramann
- Hanslmeier, Arnold (* 1959), österreichischer Astronom

### Hansm
- Hansma, Paul (* 1946), US-amerikanischer Physiker und Erfinder an der University of California
- Hansmann, Anton (* 1821), deutscher Porträt- und Miniaturenmaler
- Hansmann, Cäcilie (1908–1984), deutsche Widerstandskämpferin und Politikerin (KPD), MdL
- Hansmann, Carl (1852–1917), deutscher Chirurg
- Hansmann, Claus (1918–2004), deutscher Grafiker und Fotograf
- Hansmann, Erich (1920–1989), deutscher Politiker (SPD), MdL
- Hansmann, Friedrich (1769–1836), deutscher Dirigent und Chordirektor
- Hansmann, Heinrich (1861–1932), deutscher Politiker (SPD), MdR, Gewerkschafter
- Hansmann, Johann (1812–1859), deutscher Bildhauer und Steinmetz
- Hansmann, Karl-Werner (* 1943), deutscher Volks- und Betriebswirt und emeritierter Hochschullehrer (Universität Hamburg)
- Hansmann, Ludwig (* 1949), deutscher Schauspieler und Hörspielsprecher
- Hansmann, Manfred (1936–2009), deutscher Gynäkologe
- Hansmann, Marc (* 1970), deutscher Politiker (SPD)Marc Hansmann (* 1970)

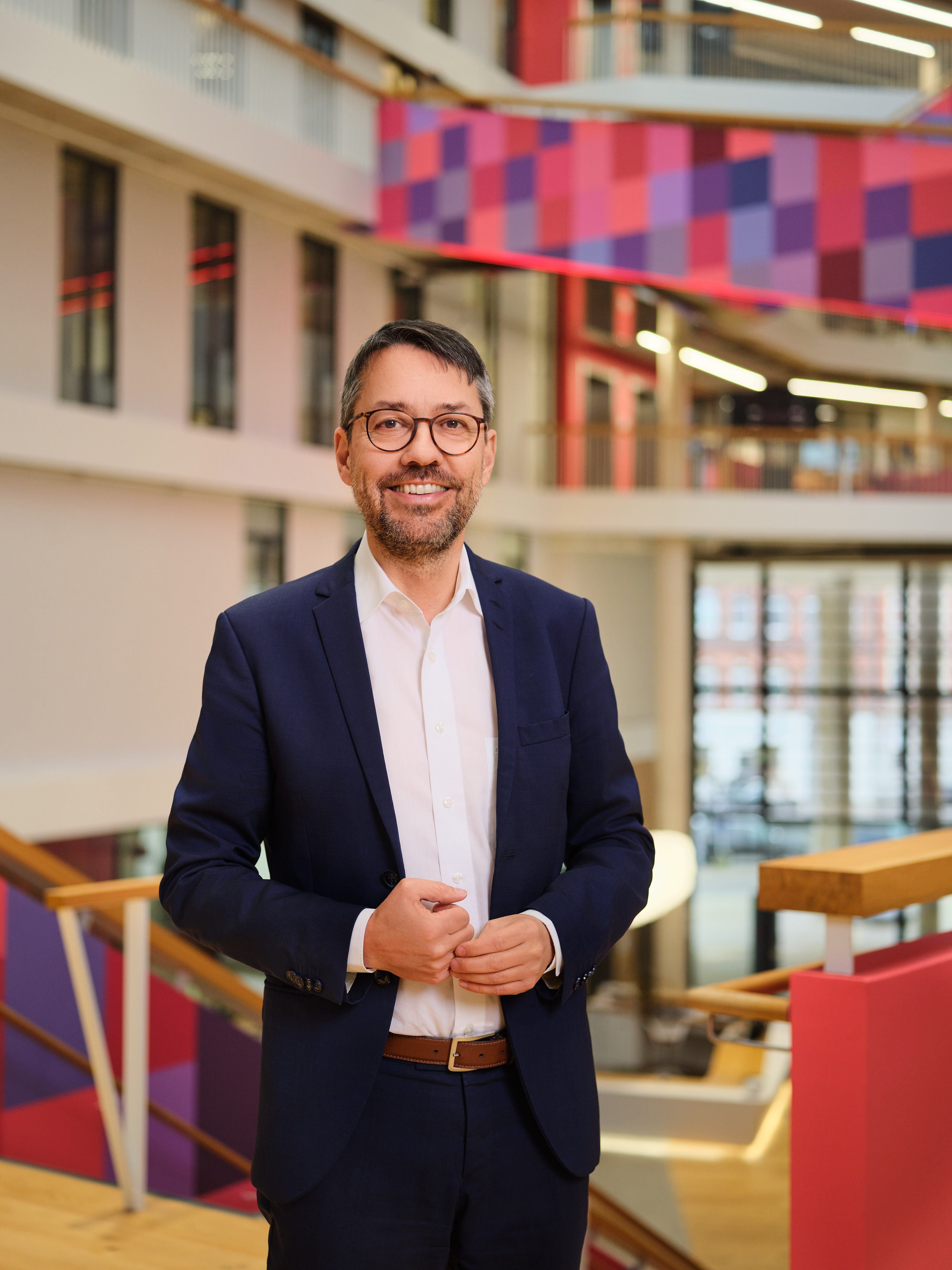
Marc Hansmann (* 1970)

- Hansmann, Martin-Leo (* 1949), deutscher Pathologe und Professor
- Hansmann, Max Martin (* 1987), deutscher Chemiker und Hochschullehrer
- Hansmann, Otto (1834–1875), deutscher Bildhauer und Steinmetz
- Hansmann, Rotraud (* 1939), Opernsängerin (Sopran)
- Hansmann, Sylvia (* 1962), deutsche Künstlerin
- Hansmann, Wilfried (1940–2021), deutscher Kunsthistoriker und Denkmalpfleger
- Hansmann, Wilfried (* 1948), deutscher Erziehungswissenschaftler und Musikpädagoge
- Hansmann, Wilhelm (1886–1963), deutscher Politiker (SPD), MdL
- Hansmann-Strubel, Claudia (1940–2022), deutsche Schauspielerin und Synchronsprecherin
- Hansmeier, Katrin (* 1978), deutsche Schauspielerin
- Hansmeier, Yvonne (* 1990), deutsche Fußballspielerin
- Hansmeyer, Karl-Heinrich (1929–2007), deutscher Wirtschaftswissenschaftler, Finanzwissenschaftler, Umweltökonom

### Hanso
- Hanso, Hannes (* 1971), estnischer Politiker
- Hansohn, Ludwig (1879–1929), deutscher Ingenieur und Mitglied des Provinziallandtages der Provinz Hessen-Nassau
- Hansol, Kim (* 1994), südkoreanisch-deutsche Regisseurin und Künstlerin
- Hansom, Joseph (1803–1882), englischer Architekt des Historismus
- Hanson, Alexander Contee (1786–1819), US-amerikanischer Politiker
- Hanson, Alf (1912–1993), englischer Fußballspieler
- Hanson, Alfred (1910–2000), US-amerikanischer Taucher und Schauspieler
- Hanson, Andy (1932–2008), US-amerikanischer Fotojournalist
- Hanson, Ann-Louise (* 1944), schwedische Schlagersängerin
- Hanson, Anne Coffin (1921–2004), amerikanische Kunsthistorikerin
- Hanson, Boden (* 1973), australischer Ruderer
- Hanson, Brooke (* 1978), australische Schwimmerin
- Hanson, Chris (* 1990), US-amerikanischer Squashspieler
- Hanson, Christian (* 1986), US-amerikanischer Eishockeyspieler
- Hanson, Christian Heinrich (1790–1863), deutscher Maler
- Hanson, Claas (* 1975), deutscher Komponist, Musiker und Musiktherapeut
- Hanson, Curtis (1945–2016), US-amerikanischer Regisseur, Drehbuchautor, Schauspieler und FilmproduzentCurtis Hanson (1945–2016)

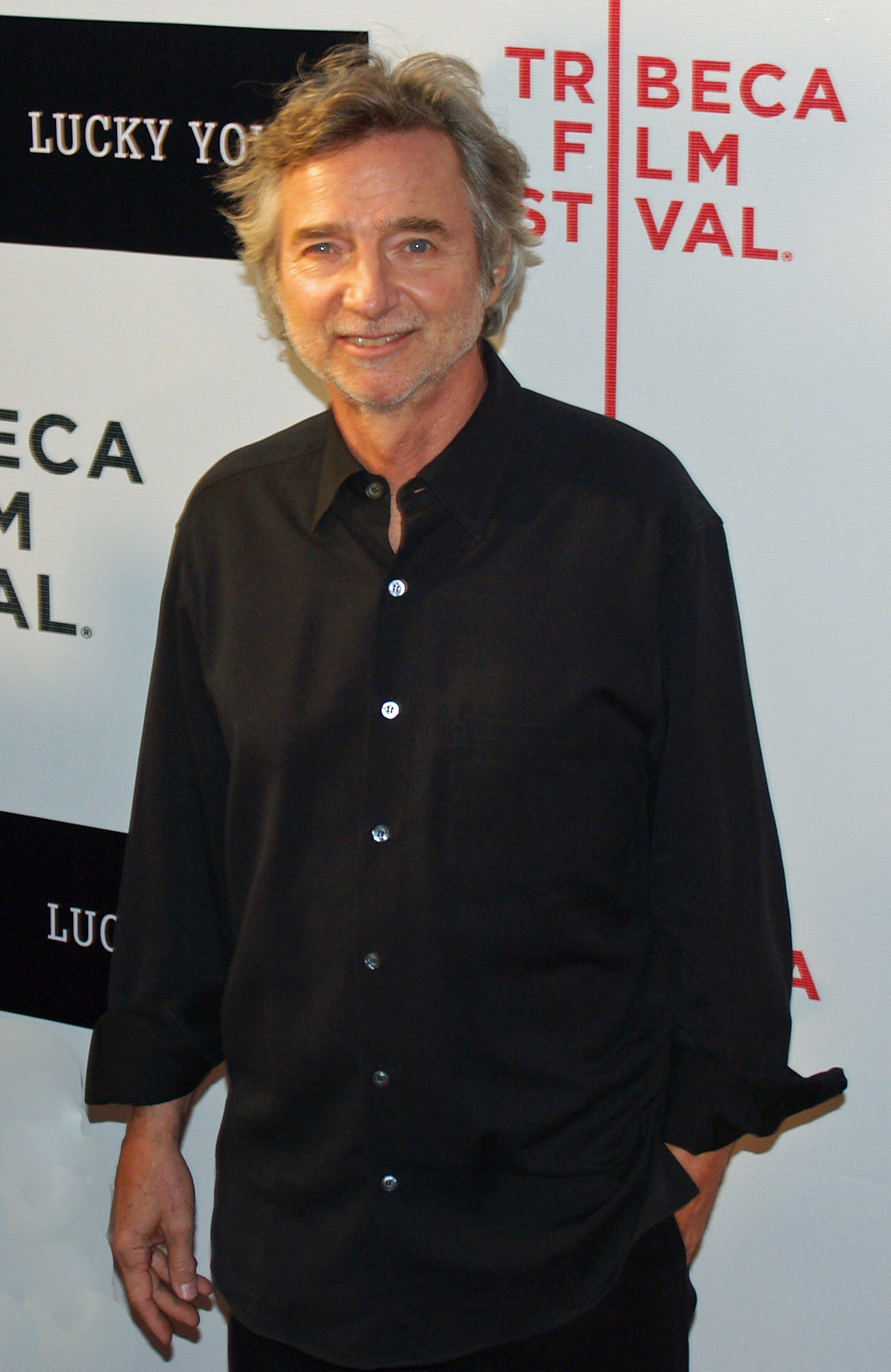
Curtis Hanson (1945–2016)

- Hanson, David (* 1969), US-amerikanischer Robotik-Wissenschaftler und -Designer
- Hanson, Duane (1925–1996), US-amerikanischer Künstler
- Hanson, Edward (1889–1959), US-amerikanischer Politiker
- Hanson, Einar (1899–1927), schwedischer Theater- und Stummfilmschauspieler
- Hanson, Elizabeth (1684–1737), neuenglische Quäkerin Entführungsopfer durch Indianer
- Hanson, Erling (1888–1978), norwegischer Schauspieler
- Hanson, Frank (1899–1975), kanadischer Musikpädagoge und Komponist
- Hanson, Gail G. (* 1947), US-amerikanische Physikerin
- Hanson, George, US-amerikanischer Dirigent und Pianist
- Hanson, Gustav (1934–2019), US-amerikanischer Biathlet
- Hanson, Halfdan M. (1884–1952), US-amerikanischer Architekt
- Hanson, Harald (1900–1986), deutscher Bauforscher
- Hanson, Horst (1911–1978), deutscher Biochemiker
- Hanson, Howard (1896–1981), US-amerikanischer Pianist, Dirigent und Komponist
- Hanson, James Hanson, Baron (1922–2004), britischer Unternehmer
- Hanson, Jamie (* 1995), englischer Fußballspieler
- Hanson, Janine (* 1982), kanadische Ruderin
- Hanson, Jason (* 1970), US-amerikanischer American-Football-Spieler
- Hanson, Jean (1919–1973), britische Zoologin, Biophysikerin und Hochschullehrerin
- Hanson, Jeff (1978–2009), US-amerikanischer Singer-Songwriter und Gitarrist
- Hanson, Jeff Owen (* 1993), US-amerikanischer Maler und Philanthrop
- Hanson, John (1715–1783), US-amerikanischer Politiker und Delegierter des Kontinentalkongresses
- Hanson, Keith (* 1957), US-amerikanischer Eishockeyspieler
- Hanson, Ken (* 1982), US-amerikanischer Straßenradrennfahrer
- Hanson, Lars (1886–1965), schwedischer Theaterinterpret und Filmschauspieler
- Hanson, Lars Å. (1934–2022), schwedischer Immunologe und Pädiater
- Hanson, Lauretta (* 1994), australische Radrennfahrerin
- Hanson, Leif (* 1964), US-amerikanischer Beachvolleyballspieler
- Hanson, Leonard (1887–1949), britischer Turner
- Hanson, Ludwig (1883–1964), deutscher Heimatdichter und Bürgermeister
- Hanson, Margus (* 1958), estnischer Politiker
- Hanson, Mark (* 1946), US-amerikanischer Theologe
- Hanson, Matt (* 1985), US-amerikanischer Triathlet
- Hanson, Nana Akosua (* 1990), ghanaische TV-Moderatorin und Radio-Moderatorin, Autorin und Feministin
- Hanson, Nicolai (1870–1899), norwegischer Zoologe und Polarforscher
- Hanson, Norwood Russell (1924–1967), US-amerikanischer Wissenschaftstheoretiker
- Hanson, Pauline (* 1954), australische Politikerin, Mitbegründerin der extremnationalen One Nation Party
- Hanson, Peter (* 1977), schwedischer Berufsgolfer
- Hanson, Philip (* 1999), britischer AutorennfahrerPhilip Hanson (* 1999)

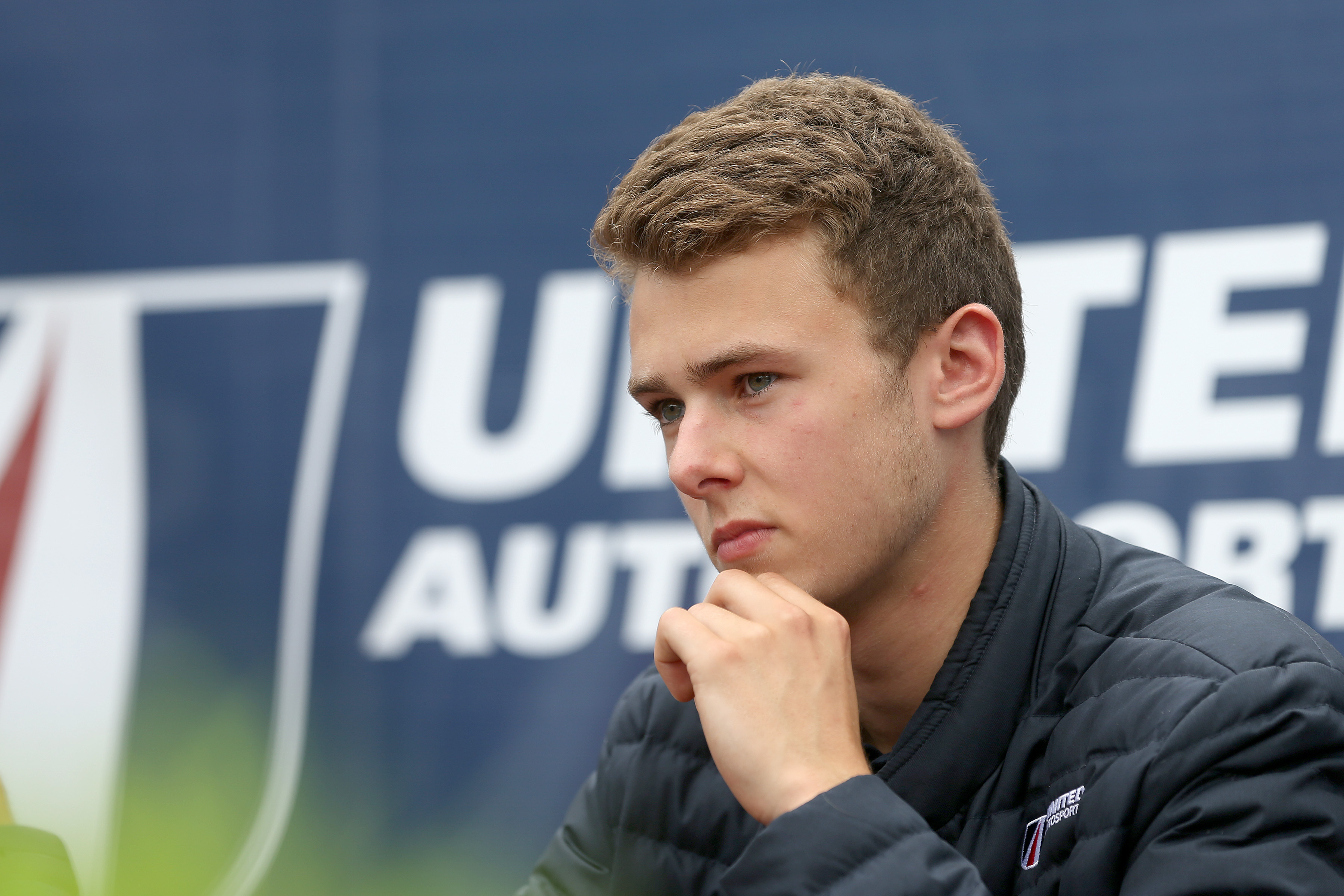
Philip Hanson (* 1999)

- Hanson, Pontus (1894–1962), schwedischer Schwimmer und Wasserballspieler
- Hanson, Richard (1805–1876), australischer Politiker, Jurist, Premierminister von South Australia, Chief Justice
- Hanson, Robert Karl (* 1957), kanadischer Psychologe
- Hanson, Robin (* 1959), US-amerikanischer Ökonom
- Hanson, Ronald (* 1976), niederländischer Physiker und Hochschullehrer
- Hanson, Sten (1936–2013), schwedischer Musiker, Lautdichter und Performancekünstler
- Hanson, Sven (1892–1972), schwedischer Schwimmer
- Hanson, Tom (1907–1970), US-amerikanischer Footballspieler
- Hanson-Dyer, Louise (1884–1962), australische Musikverlegerin und Kunstmäzenin
- Hanson-Young, Sarah (* 1981), australische Politikerin
- Hansonis, Jakob (* 1958), deutscher Musiker und Filmmusikkomponist
- Hansonis, Michael (* 1960), deutscher Musiker, Songwriter und Schauspieler

### Hansp
- Hanspach, Beate (* 1937), deutsche Dramaturgin

### Hanss
- Hanßelmann, Christian Ernst (1699–1776), Archivar und provinzialrömischer Archäologe
- Hanssen, Bernhard (1844–1911), deutscher Architekt und Politiker, MdHB
- Hanssen, Bjarne Håkon (* 1962), norwegischer Politiker
- Hanssen, Ernst (1907–1989), deutscher Metall- und Steinbildhauer und Goldschmied
- Hanssen, Friedrich (1857–1919), deutscher Linguist und Hochschullehrer mit Schwerpunkt auf hispanistischer Sprachwissenschaft
- Hanssen, Gène (* 1959), niederländischer Fußballspieler
- Hanssen, Georg (1809–1894), deutscher Nationalökonom und Agrarhistoriker
- Hanssen, Hans Peter (1862–1936), dänischer Politiker, MdR, Mitglied des Folketing und Journalist
- Hanssen, Helmer (1870–1956), norwegischer PolarforscherHelmer Hanssen (1870–1956)

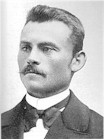
Helmer Hanssen (1870–1956)

- Hanssen, Henner (* 1972), deutscher Sportmediziner und Hochschullehrer
- Hanßen, Jens-Peter (* 1969), deutscher Orientalist
- Hanssen, Johannes (1874–1967), norwegischer Komponist, Dirigent und Militärmusiker
- Hanssen, Karl (1887–1916), deutscher Fußballspieler
- Hanssen, Kurt-Walter (1903–1945), deutscher Jurist und politischer Funktionär (NSDAP)
- Hanssen, Nadine (* 1993), niederländische Fußballspielerin
- Hanssen, Olav (1915–2005), deutscher lutherischer Theologe, Pädagoge und Autor
- Hanssen, Richard (1864–1945), deutscher Augenarzt und Hochschullehrer an der Universität Hamburg
- Hanssen, Robert (1944–2023), US-amerikanischer Doppelagent, FBI-MitarbeiterRobert Hanssen (1944–2023)

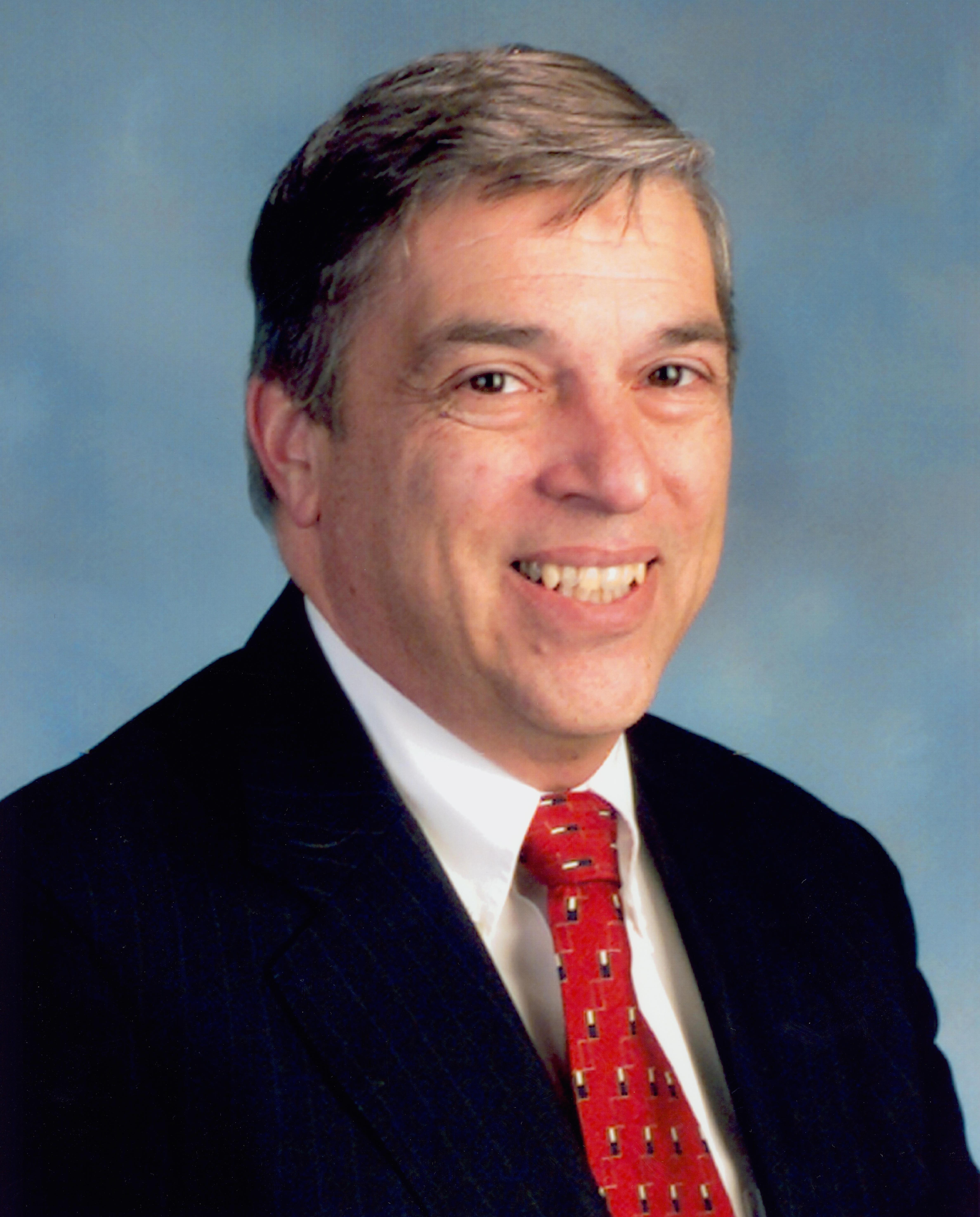
Robert Hanssen (1944–2023)

- Hanssen, Terje (* 1948), norwegischer Biathlet
- Hanssens, Edmond (1843–1884), belgischer Soldat, Forschungsreisender und Kolonialadministrator
- Hanssens, Kevin (* 1984), belgischer Snookerspieler
- Hänssgen, Otto (1885–1956), deutscher Maler
- Hanssler, Bernhard (1907–2005), deutscher Priester, Päpstlicher Ehrenprälat und Bildungspolitiker
- Hänssler, Erica (1947–2016), Schweizer Theaterschauspielerin, Theaterregisseurin und Theaterleiterin
- Hänssler, Friedrich (1927–2019), deutscher Verleger, Musikwissenschaftler und Theologe
- Hänssler, Friedrich senior (1892–1972), deutscher Verleger und Komponist
- Hanssmann, Friedrich (1929–2021), deutscher Ökonom
- Hanßmann, Matthias (* 1968), deutscher evangelischer Pfarrer und Musiker
- Hansson, Anette (* 1963), schwedische Fußballspielerin
- Hansson, Ardo (* 1958), estnisch-amerikanischer Ökonom
- Hansson, Bill S. (* 1959), schwedischer Neuroethologe
- Hansson, Bo (1943–2010), schwedischer Keyboarder und Komponist
- Hansson, Cecilia (* 1973), schwedische Dichterin
- Hansson, David Heinemeier (* 1979), dänischer Programmierer und AutorDavid Heinemeier Hansson (* 1979)

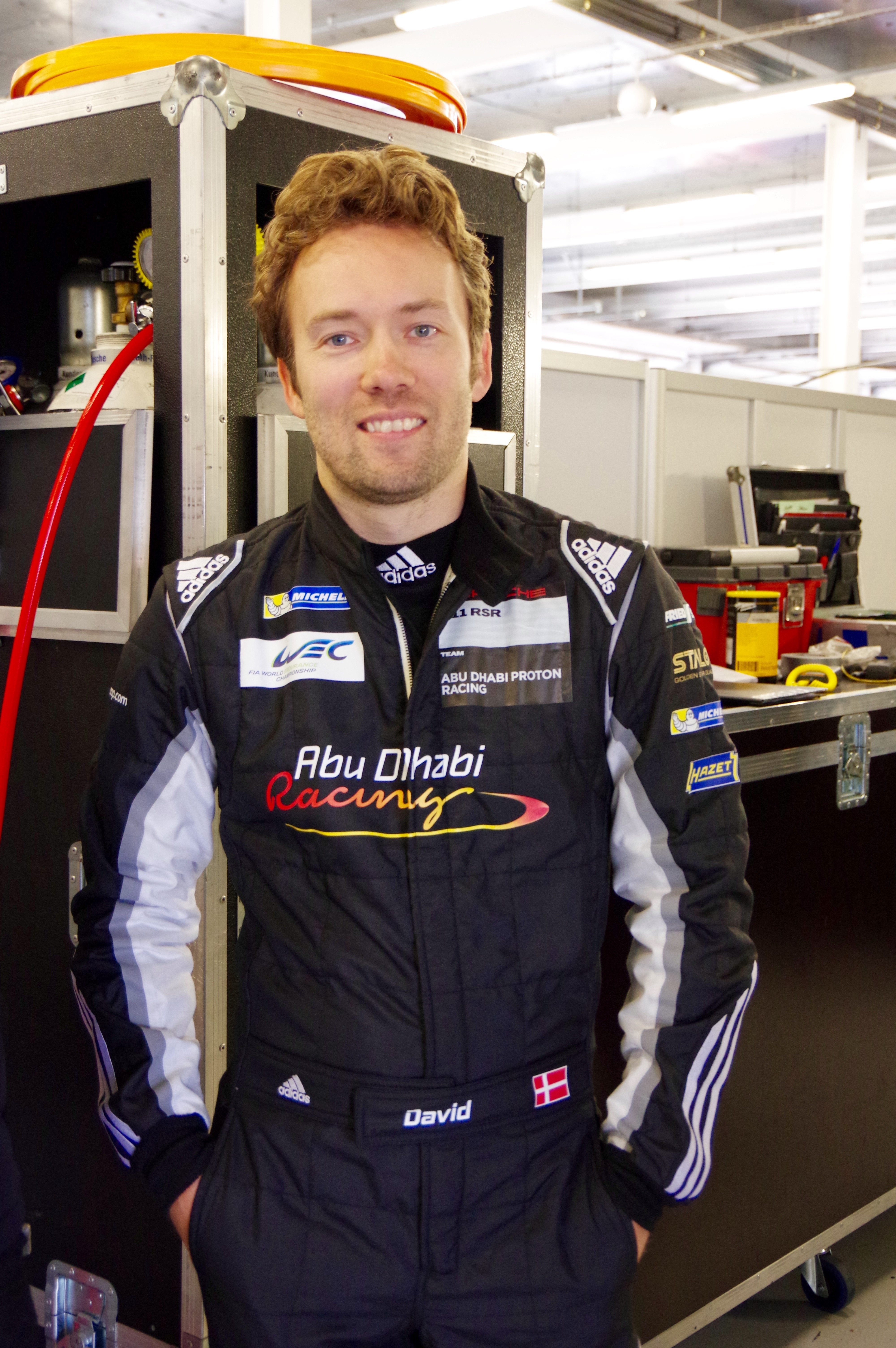
David Heinemeier Hansson (* 1979)

- Hansson, Elin (* 1996), schwedische Handballspielerin
- Hansson, Emil (* 1997), schwedischer Handballspieler
- Hansson, Emil (* 1998), norwegisch-schwedischer Fußballspieler
- Hansson, Erika (* 1973), schwedische Skirennläuferin
- Hansson, Gunilla (* 1939), schwedische Autorin und Illustratorin
- Hansson, Håkan (* 1964), schwedischer Freestyle-Skisportler
- Hansson, Holger (1927–2014), schwedischer Fußballspieler und -trainer
- Hansson, Ingvar (* 1947), schwedischer Segler
- Hansson, Jenny (* 1980), schwedische Skiläuferin
- Hansson, Kerstin (* 1969), schwedische Schauspielerin
- Hansson, Knut (1911–1990), schwedischer Fußballspiel
- Hansson, Leif (* 1946), schwedischer Radrennfahrer
- Hansson, Linn (* 1997), schwedische Handballspielerin
- Hansson, Louise (* 1996), schwedische Schwimmerin
- Hansson, Mariette (* 1983), schwedische Sängerin und Songwriterin
- Hansson, Martin (* 1971), schwedischer Fußballschiedsrichter
- Hansson, Martin (* 1975), schwedischer Skirennläufer
- Hansson, Maud (1937–2020), schwedische Schauspielerin
- Hansson, Michael (* 1972), schwedischer Fußballspieler
- Hansson, Moa (* 2001), schwedische Skilangläuferin
- Hansson, Niran (* 1996), thailändisch-schwedischer Fußballspieler
- Hansson, Ola (1860–1925), schwedischer Schriftsteller
- Hansson, Olav (* 1957), norwegischer Skispringer
- Hansson, Olle (1904–1991), schwedischer Skilangläufer
- Hansson, Øyvor (1893–1975), norwegische faschistische Politikerin
- Hansson, Pär (* 1986), schwedischer Fußballspieler
- Hansson, Per (1922–1982), norwegischer Journalist und Autor
- Hansson, Per Albin (1885–1946), schwedischer Politiker, Mitglied des RiksdagPer Albin Hansson (1885–1946)

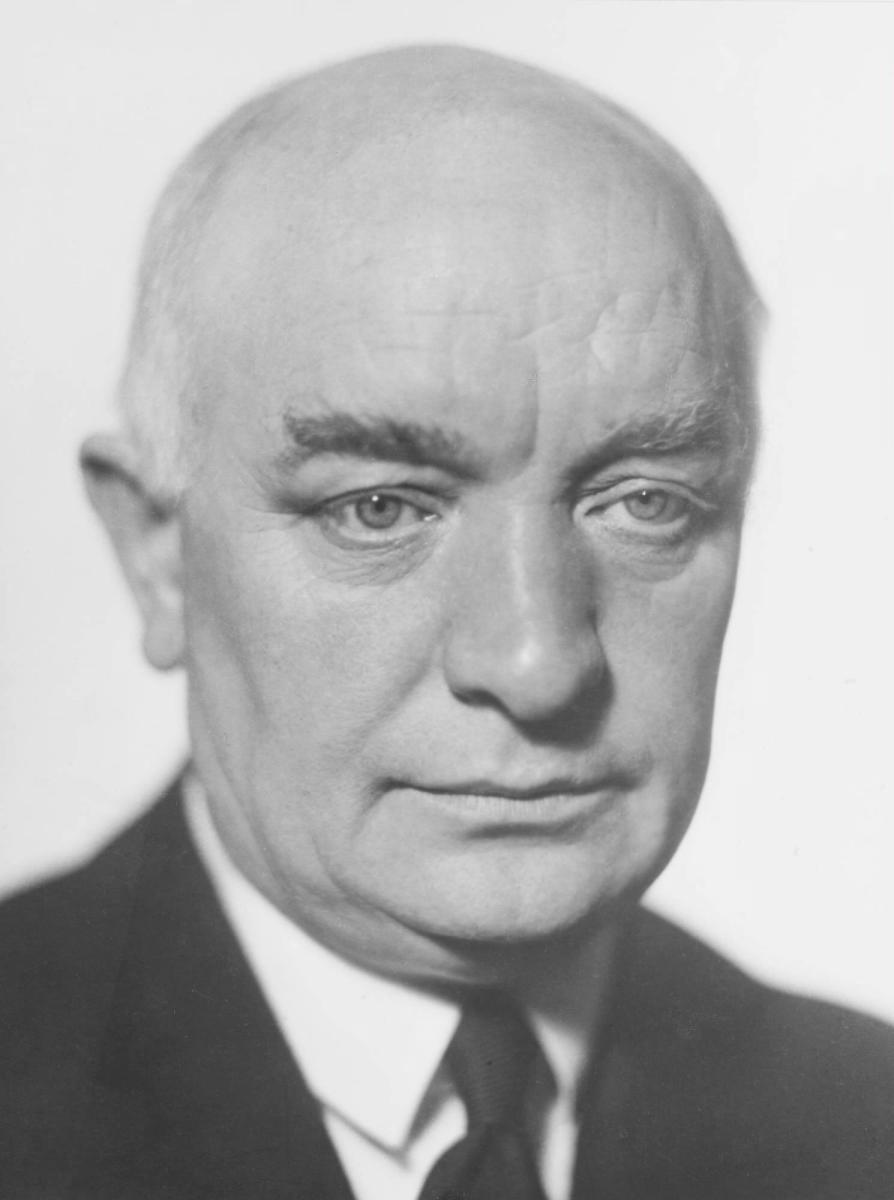
Per Albin Hansson (1885–1946)

- Hansson, Petter (* 1976), schwedischer Fußballspieler
- Hansson, Rasmus (* 1954), norwegischer Biologe, Umweltaktivist und Politiker (MDG)
- Hansson, Roger (* 1967), schwedischer Eishockeyspieler, -trainer und -funktionär
- Hansson, Sandra (* 1980), schwedische Skiläuferin
- Hansson, Sophia (* 1985), schwedische Badmintonspielerin
- Hansson, Sophie (* 1998), schwedische Schwimmerin
- Hansson, Sune (* 1939), schwedischer Radrennfahrer
- Hansson, Sven (1912–1971), schwedischer Skilangläufer
- Hansson, Thors Hans (* 1950), schwedischer Physiker
- Hansson, William (* 2001), schwedischer Skirennläufer

### Hanst
- Hanstad, Jacob (* 2002), norwegischer Fußballspieler
- Hanstedt, Georg (1904–1975), deutscher Violinist
- Hansteen, Aasta (1824–1908), norwegische Malerin, Schriftstellerin und Feministin
- Hansteen, Christopher (1784–1873), norwegischer Astronom
- Hansteen, Hans Jacob (* 1938), norwegischer Architekt und Denkmalpfleger
- Hansteen, Harald Viggo (1900–1941), norwegischer Jurist, Gewerkschafter und Politiker
- Hansteen, Kirsten (1903–1974), norwegische Politikerin (NKP), Mitglied des Storting
- Hansteen, Waldemar (1857–1921), norwegischer Architekt
- Hanstein, Adalbert von (1861–1904), deutscher Dichter und Schriftsteller
- Hanstein, Alexander von (1804–1884), Graf in Thüringen
- Hanstein, August von (1869–1945), deutscher Oberstleutnant der Reichsmarine
- Hanstein, Carl Philipp Emil von (1772–1861), hessischer Staatsminister, Regierungspräsident von Hanau und Kassel
- Hanstein, Conrad von († 1553), deutscher Adeliger und kaiserlicher Offizier
- Hanstein, Edmund von (1808–1887), preußischer Generalleutnant
- Hanstein, Ernst Friedrich Carl von (1735–1802), preußischer Generalleutnant, Chef des Infanterieregiments Nr. 51
- Hanstein, Ewald (1924–2009), deutscher Sinti-Funktionär und Überlebender des Holocaust
- Hanstein, Fritz Huschke von (1911–1996), deutscher Motorsportler
- Hanstein, Gottfried August Ludwig (1761–1821), evangelischer Theologe
- Hanstein, Hans, Dresdner Ratsherr und Bürgermeister
- Hanstein, Hermann von (1809–1878), deutscher Genre-, Landschafts-, Porträt- und Miniaturmaler der Düsseldorfer Schule
- Hanstein, Johannes (1827–1892), Landtagsabgeordneter Großherzogtum Hessen
- Hanstein, Johannes von (1822–1880), deutscher Botaniker
- Hanstein, Karl von (1809–1877), preußischer Generalmajor
- Hanstein, Lebrecht von (1819–1876), preußischer Generalmajor
- Hanstein, Lucie von (1835–1923), deutsche Schriftstellerin
- Hanstein, Ludwig IV. von († 1516), deutscher Abt
- Hanstein, Otfrid von (1869–1959), deutscher Schriftsteller
- Hanstein, Paula von (1883–1966), deutsche Schriftstellerin
- Hanstein, Sittig von (1837–1904), preußischer Verwaltungsbeamter und Abgeordneter
- Hanstein, Wilhelm (1811–1850), deutscher Schachmeister und Jurist
- Hanstein, Wolfram von (1899–1965), deutscher Schriftsteller und Geheimagent
- Hanstein-Knorr, August von (1803–1878), kurhessischer Staatsrat, Kammerherr und Obersteuerdirektor

### Hansw
- Hanswille, Gerhard (* 1951), deutscher Ingenieurwissenschaftler